# Березівський район (1923—2020)
Березі́вський райо́н — колишній район на сході Одеської області України. Район утворений 1923 року. Площа району — 1,6 тис. км² (4,8 % від території області), у тому числі сільськогосподарські угіддя — 136,4 тис. га, із них рілля — 108,8 тис. га. Населення — 33,0 тис. осіб, станом на 2019 рік. Районний центр — місто Березівка.
17 липня 2020 року був ліквідований внаслідок адміністративно-територіальної реформи. Територія району ввійшла до складу новоствореного Березівського району.

## Природа
Район був розташований на сході Одеської області України, у межах Дністровсько-Дніпровської північностепової фізико-географічної провінції; північно-східні околиці — в межах Причорноморської середньостепової. Територія району лежала на Причорноморській низовині, це плоскохвиляста і середньохвиляста лесова рівнина з абсолютними висотами 100—150 м, розчленована широкими долинами; на південному сході степові блюдця. У районі були сильно розвинуті ерозійні процеси, балки та яри.
Район межував на півночі з Миколаївським, на північному заході — Ширяївським, на південному заході — Іванівським, на півдні — Лиманським районами Одеської області, на сході — Доманівським, Веселинівським і Березанським районами Миколаївської області.
Корисні копалини: вапняки, глина, кварцити, пісок.
Клімат помірно континентальний. Пересічна температура січня -4 °C, липня +22 °C. Період з температурою понад +10 °C становить 178 днів. Середня норма атмосферних опадів — 410 мм на рік. Максимум припадає на теплий період року. Сніговий покрив нестійкий. Район лежить у межах посушливої, дуже теплої агрокліматичної зони.
Гідрографічна мережа району представлена річками Тилігул (центральна частина району), Царега (південний схід), Балай (південний захід), що впадає до Тилігульського лиману Чорного моря і пересихає влітку на окремих ділянках. Для місцевих потреб споруджено 54 стави із загальною площею водної поверхні 605; пробурено 250 артезіанських свердловин.

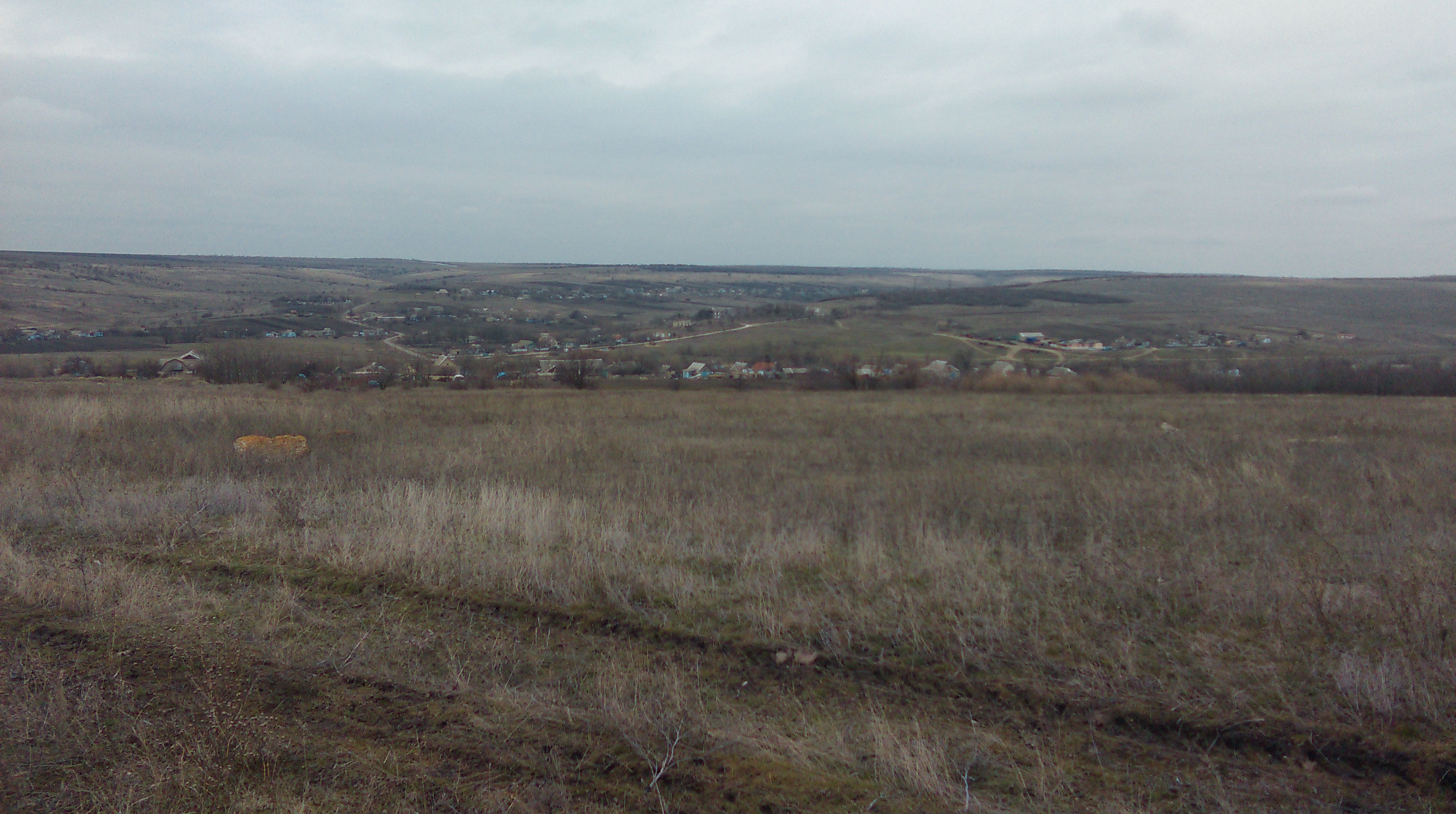
Степ поблизу Михайлівки
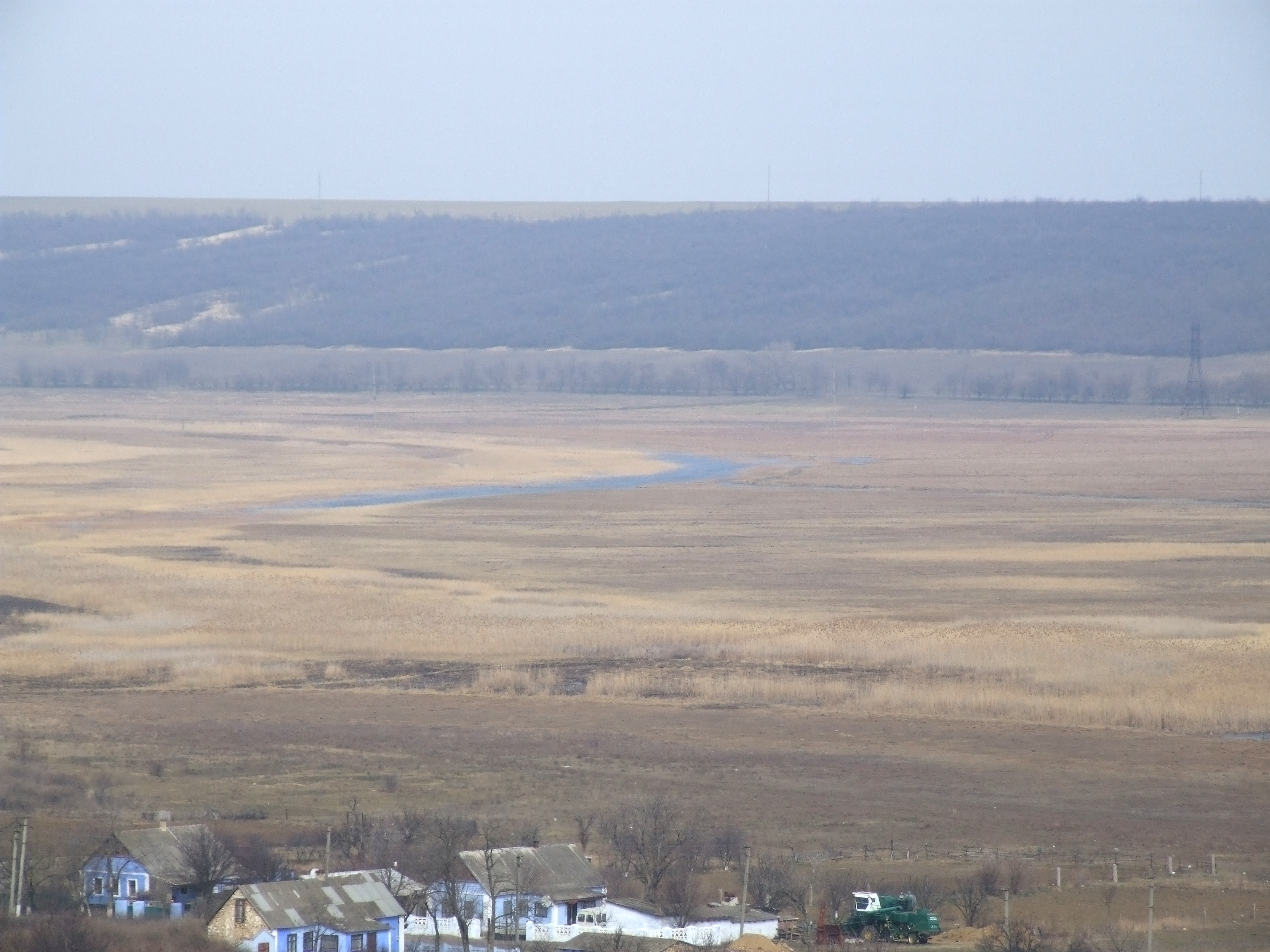
Долина Тилігулу
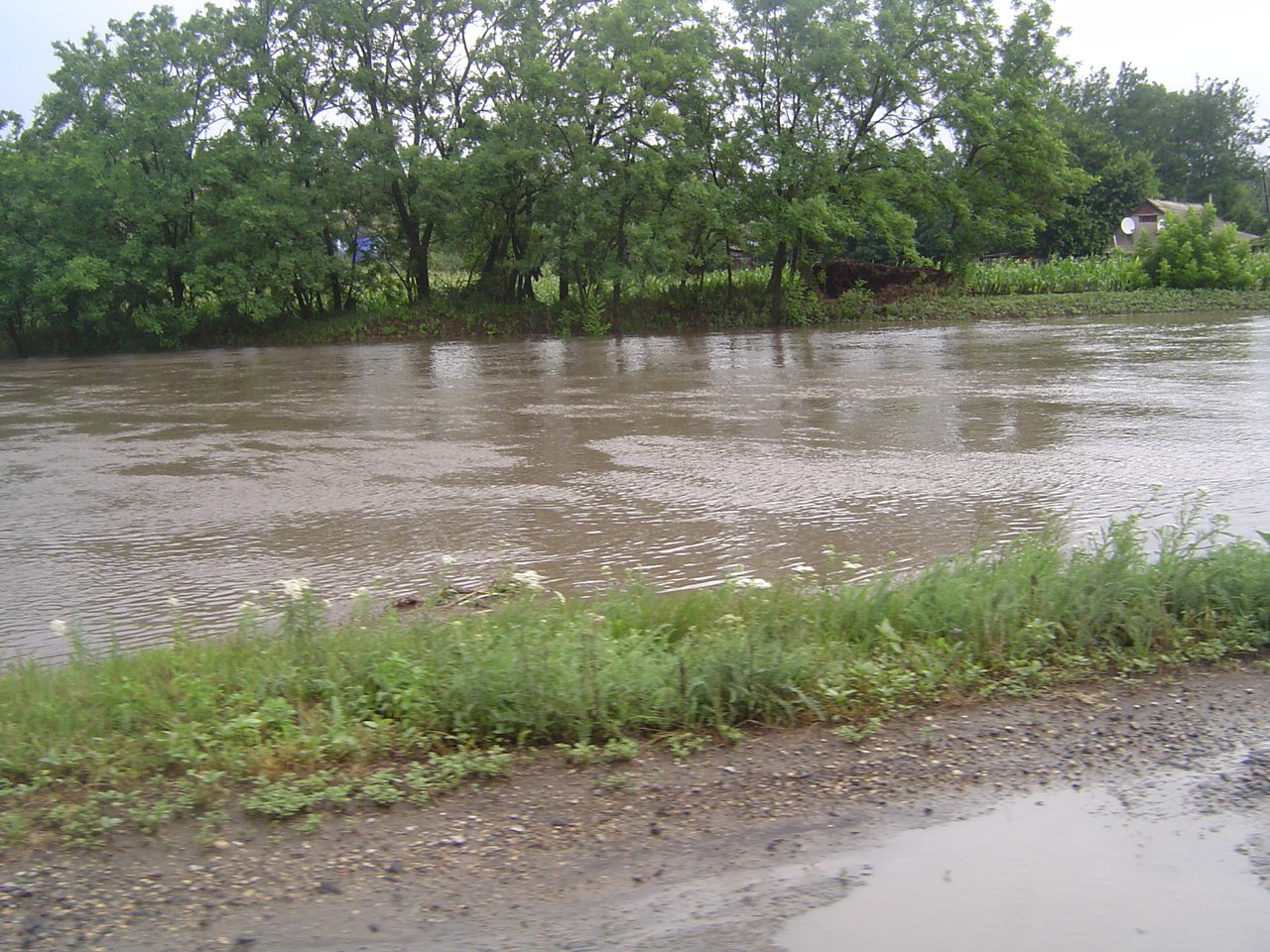
Літня повідь

З ґрунтів найбільш поширені чорноземи звичайні, середньо- та малогумусні, лучно-чорноземні та дернові оглеєні глинисто-піщані ґрунти (долина Тилігулу).
Загальна площа природних лісів і штучних лісових насаджень — 5,9 тис. га. Серед деревних порід переважають біла акація, дуб, сосна, горіх, в'яз, гледичія.

### Охорона природи
У районі задля збереження природних ландшафтів та окремих об'єктів природи створені:
- Заводівський — ландшафтний заказник місцевого значення.
- Тилігульський — регіональний ландшафтний парк.

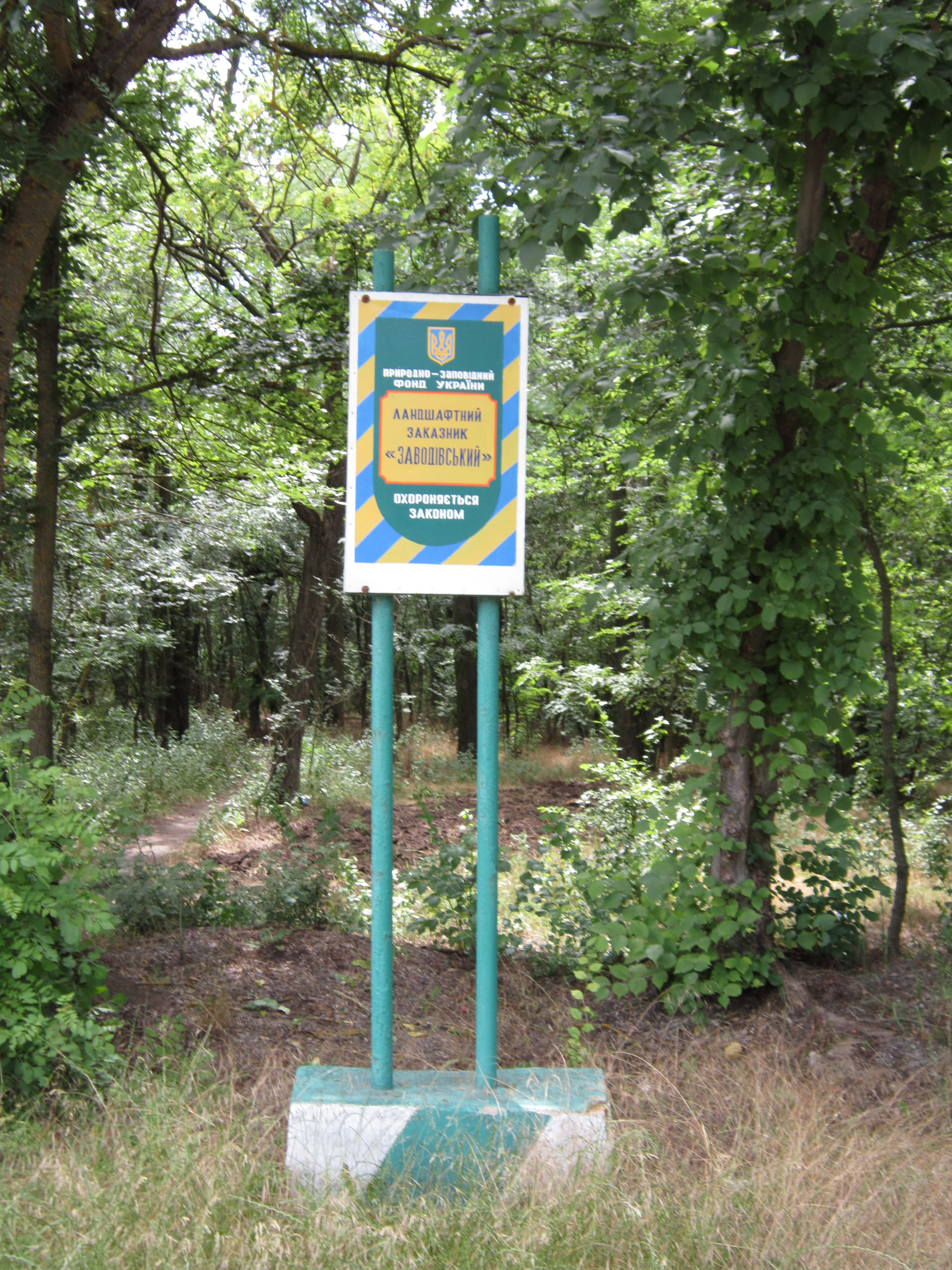
Заводовський ландшафтний заказник
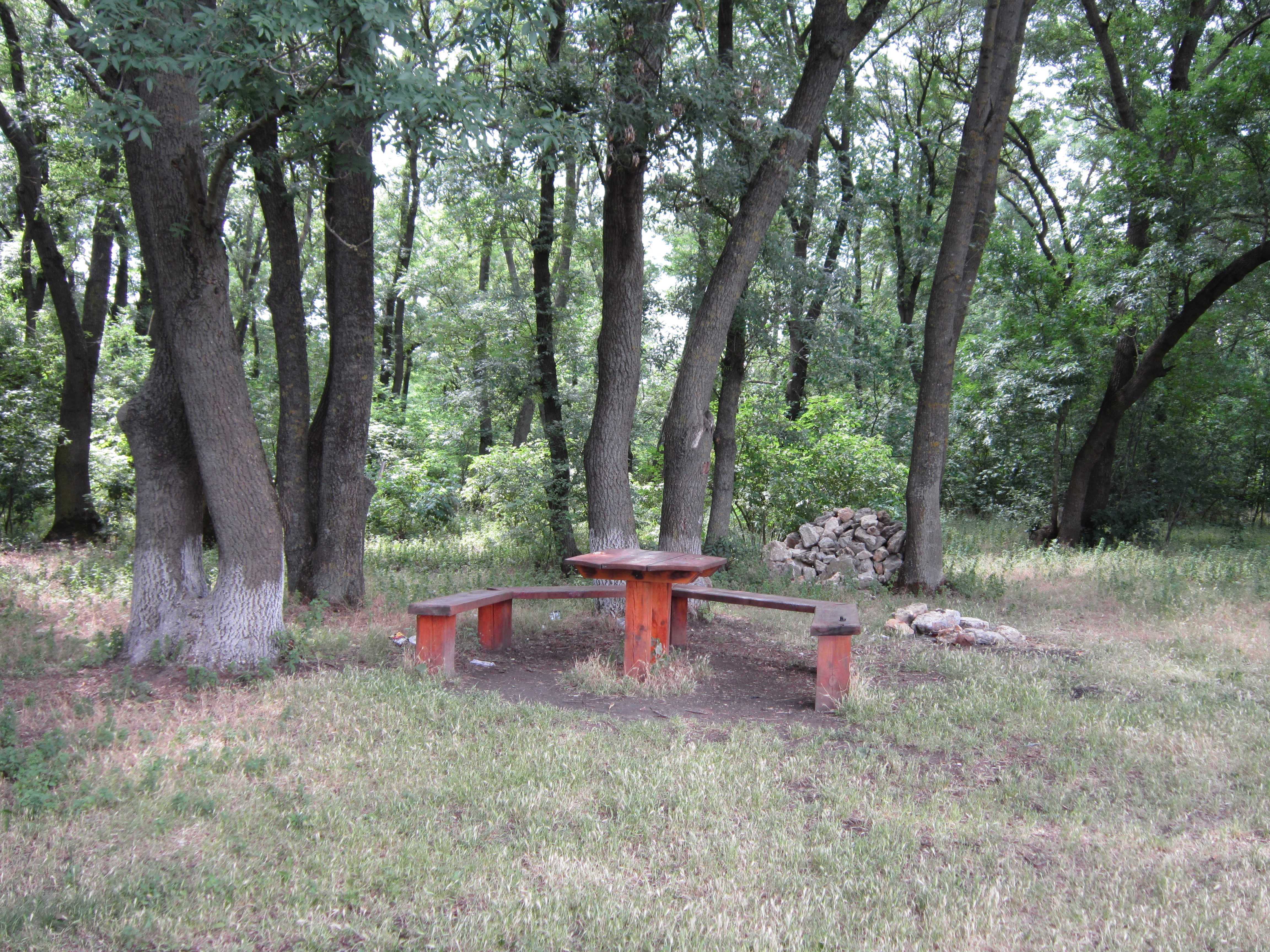
Заводовський ландшафтний заказник
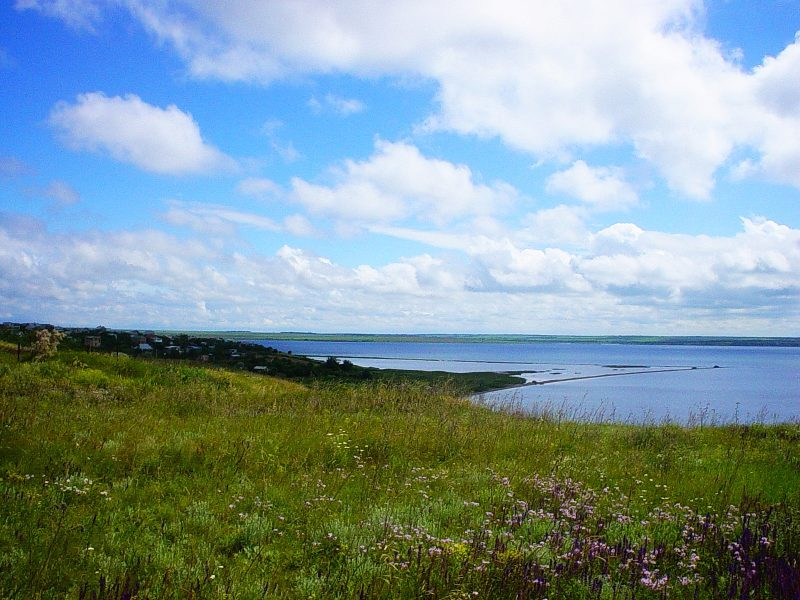
Ранжева коса на Тилігулі
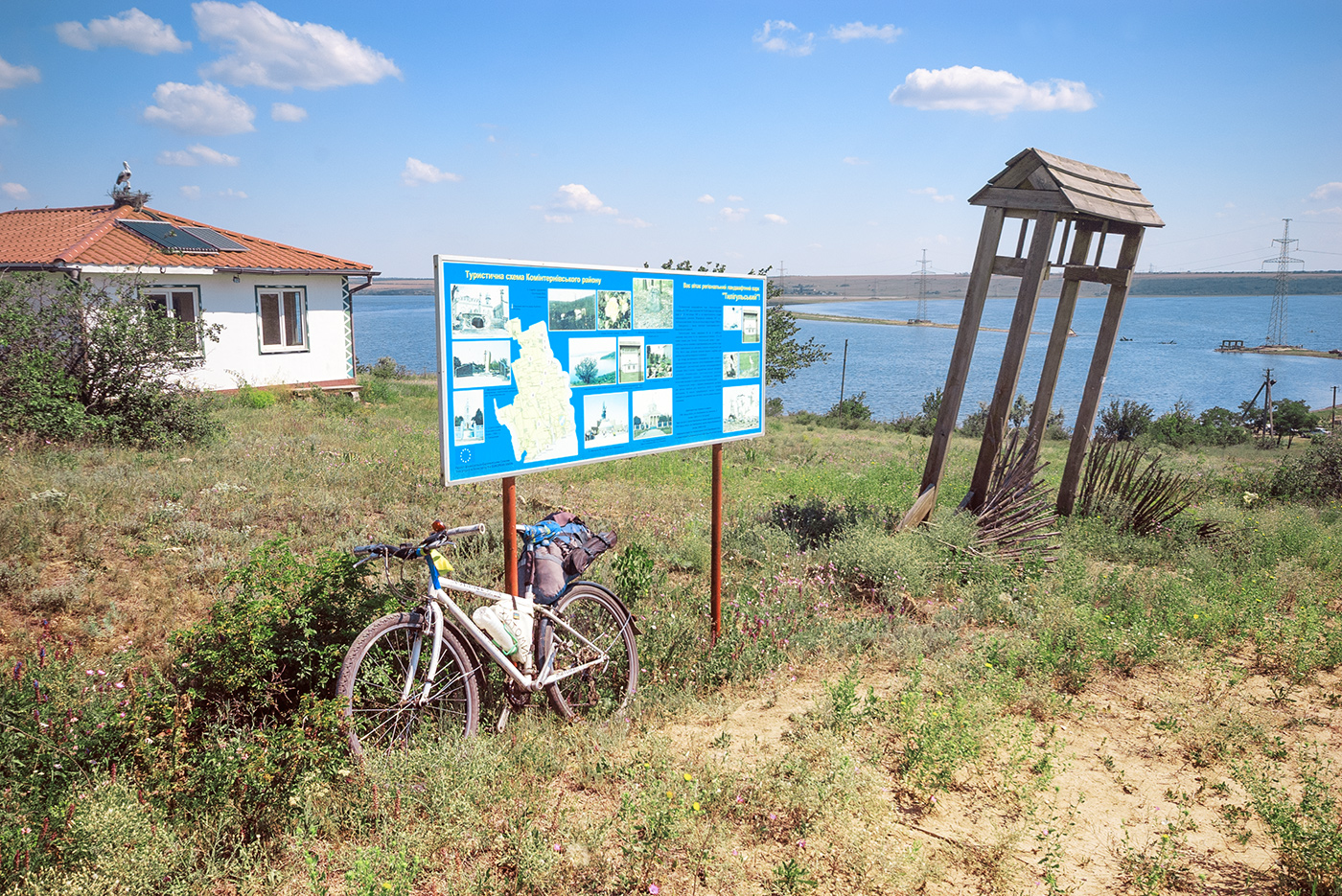
Садиба Тилігульського ландшафтного парку

## Історія
Березівський район було утворено 1923 року на території колишнього Вознесенської повіту, а саме, на території волостей: Завадівська, Поричанська, Роштатська, Ново-Покровська, Раснопільська, Березанська і м. Березівка.
У листопаді 1928 року в районі було створено першу в СРСР машинно-тракторну станцію (МТС) імені Т. Г. Шевченка.

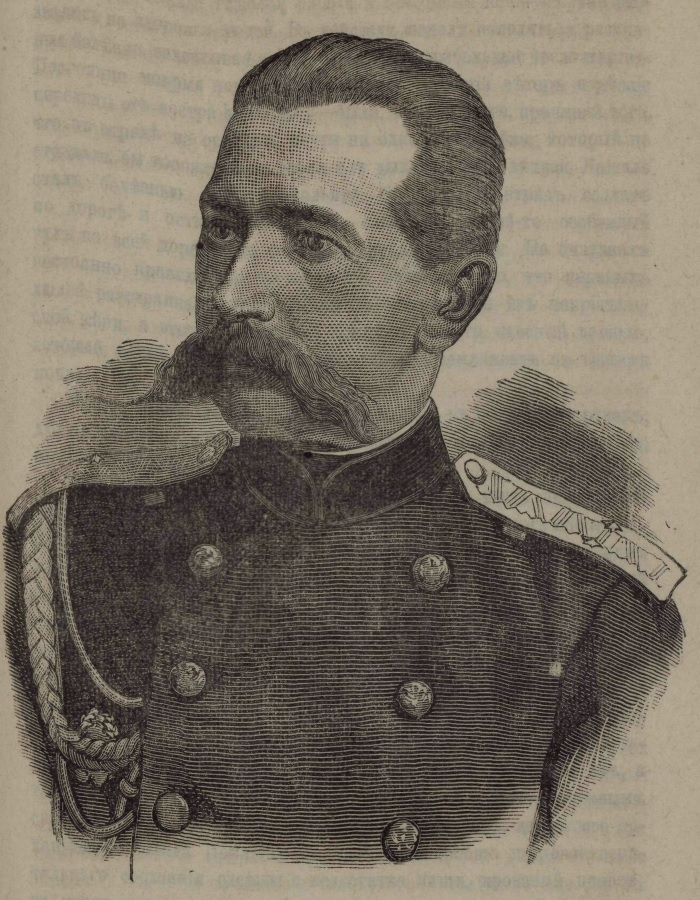
Оттон Єгорович Раух
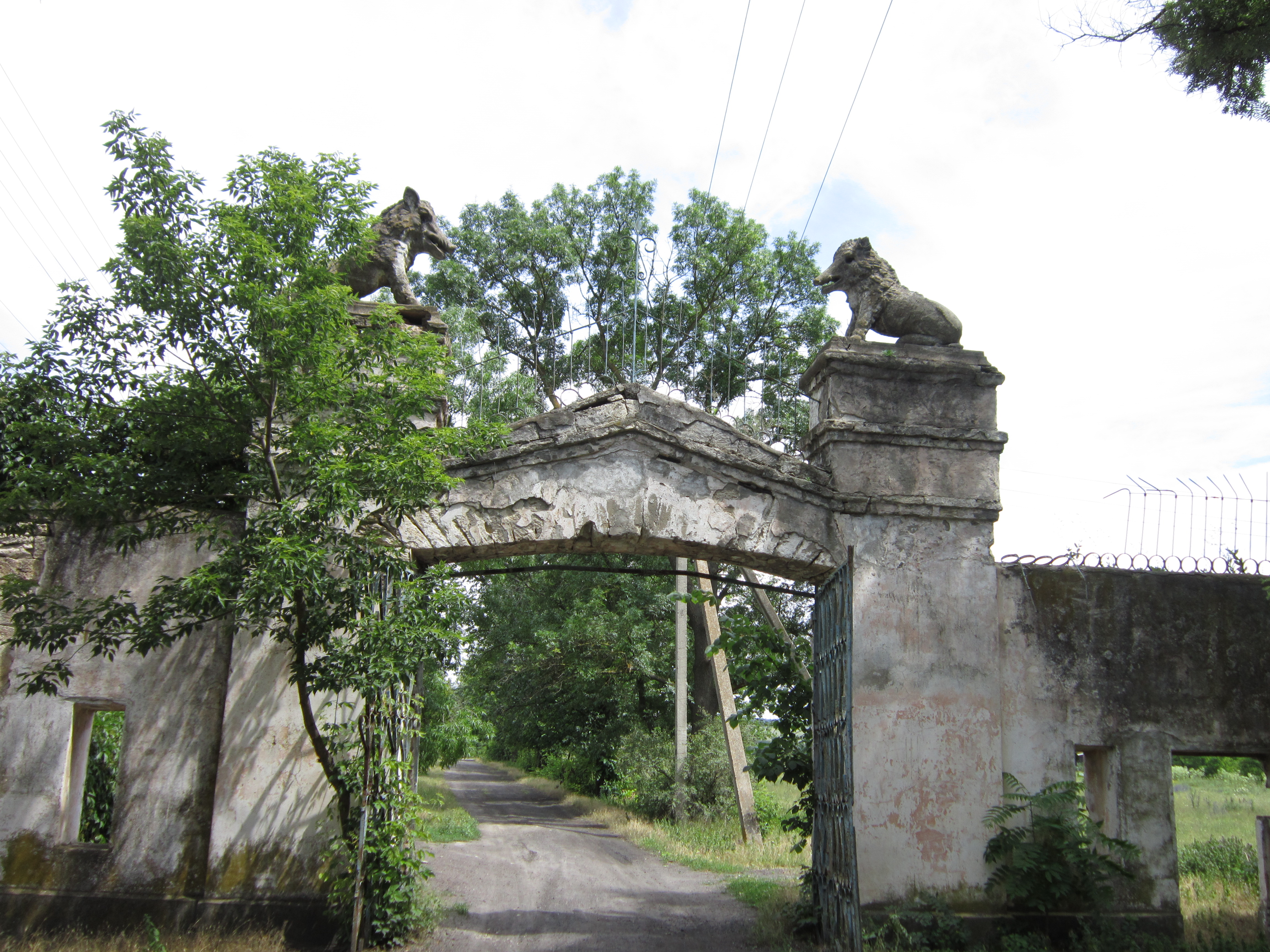
Брама садиби Заводовського
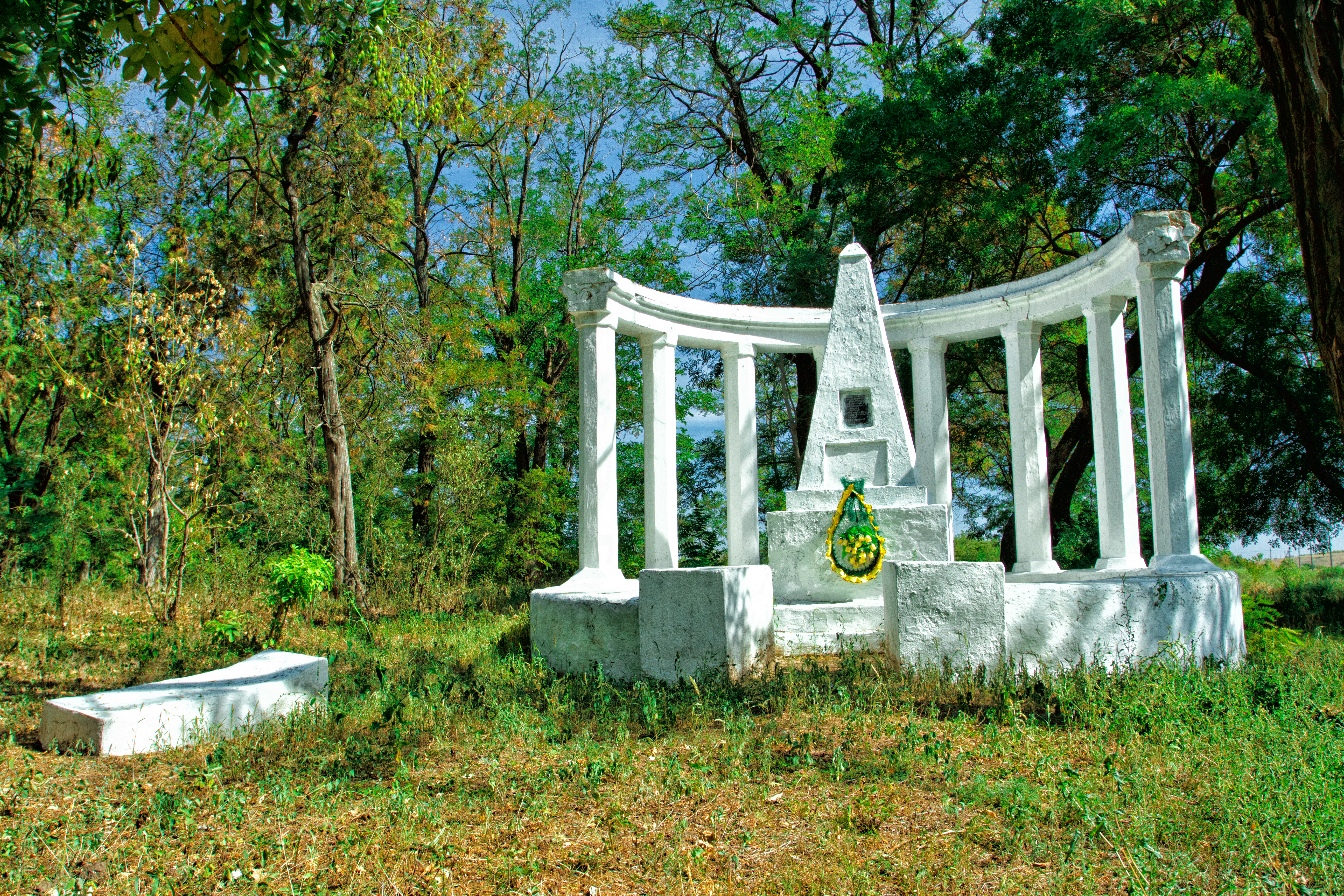
Братська могила 8 радянських воїнів, загиблих при звільненні Заводовки
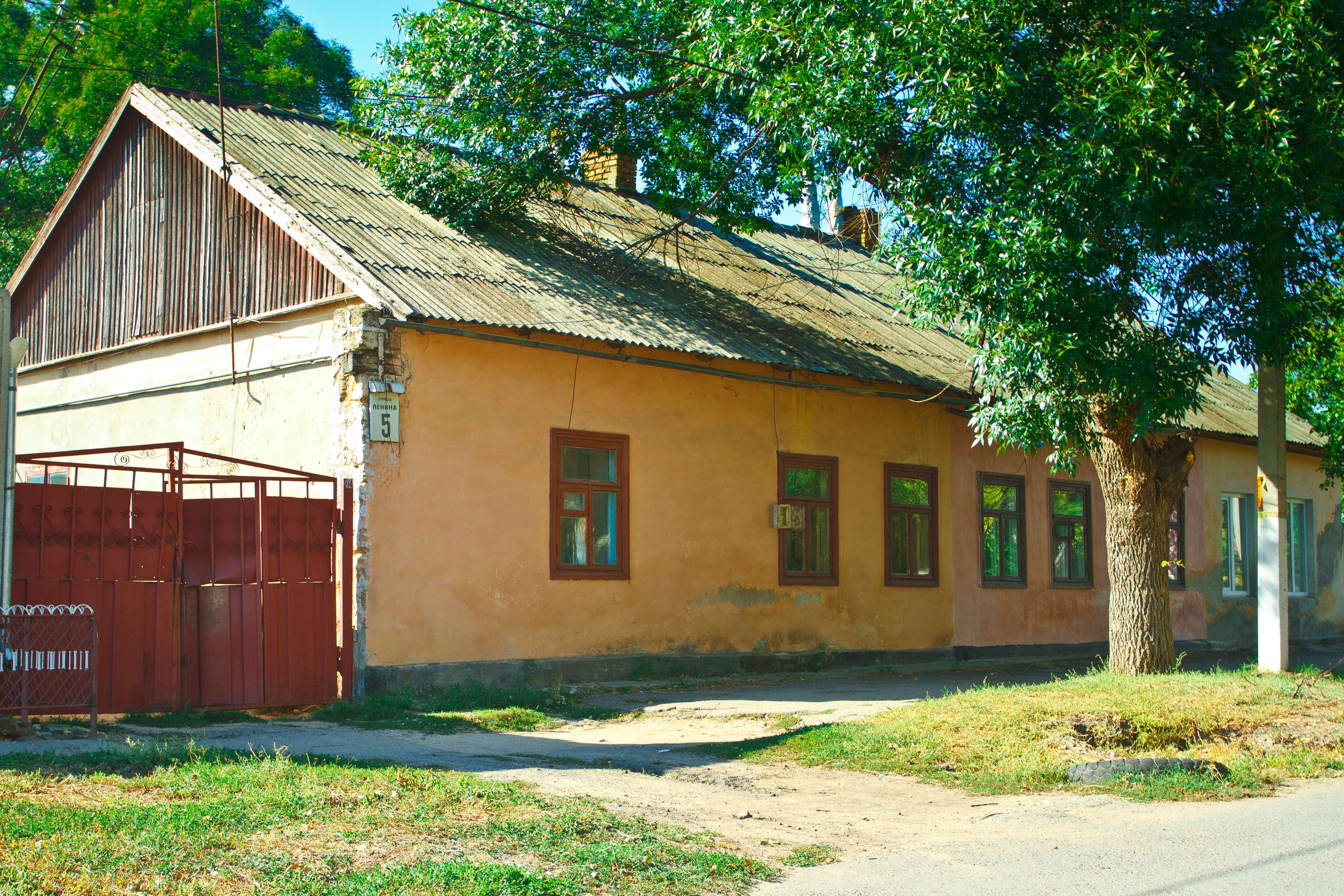
Будинок-музей, де в березні 1920 знаходився штаб бригади Г. І. Котовського
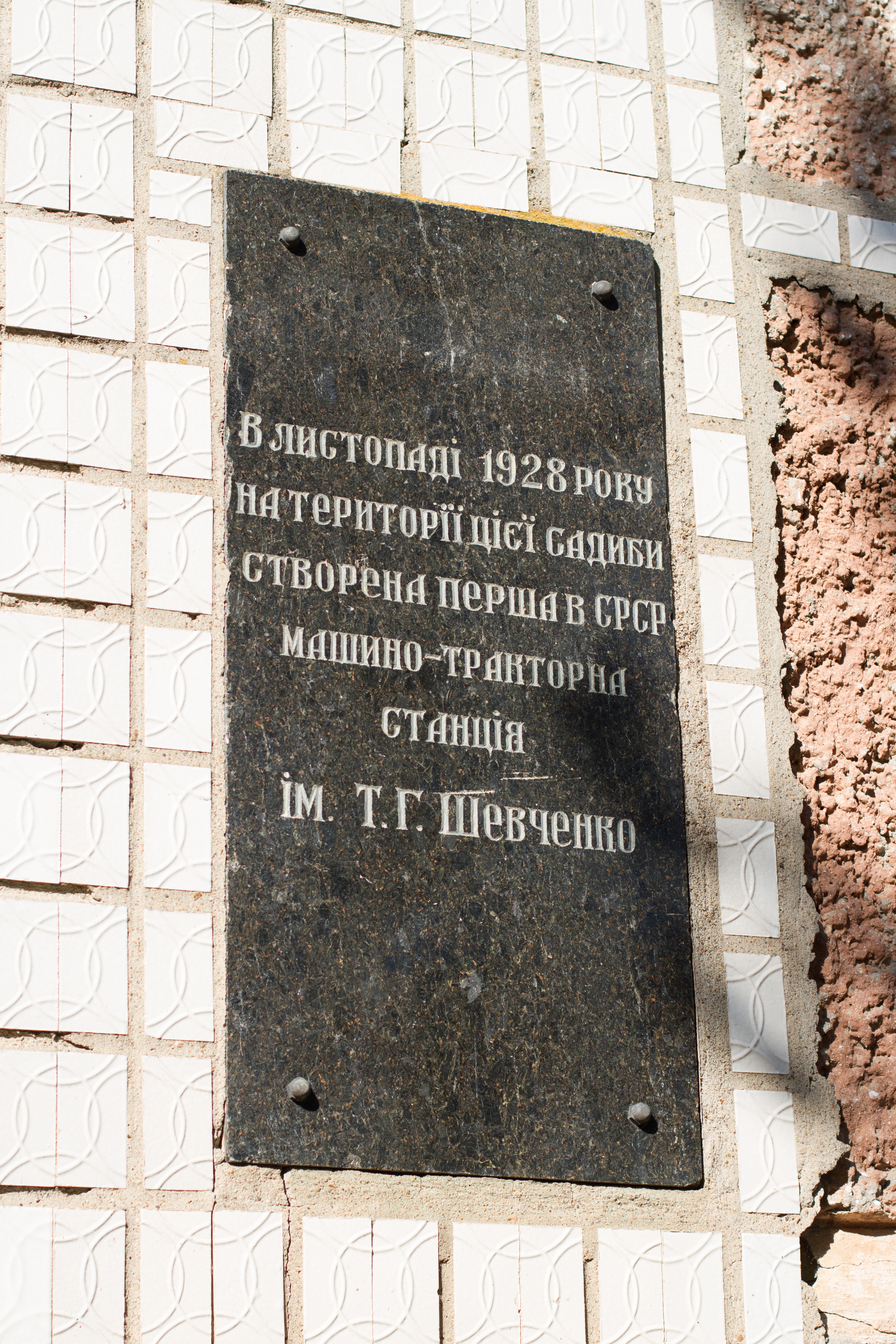
Меморіальна дошка в пам'ять першої МТС на теренах СРСР
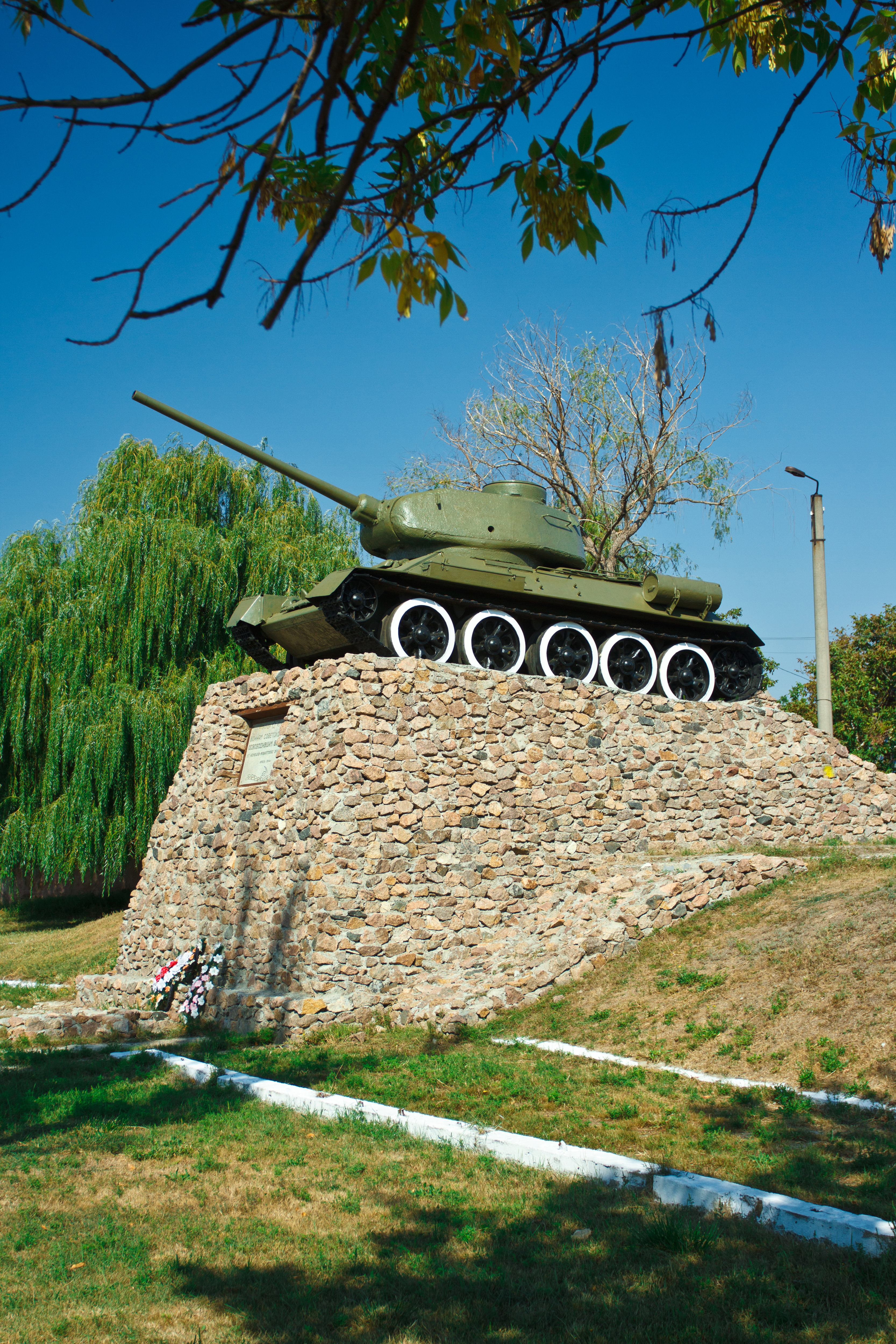
Пам’ятник бійцям Радянської армії, що визволяли Березівку 1944 року

## Адміністративний поділ
Адміністративно-територіально район до липня 2020 року поділявся на 1 міську громаду, 11 сільських громад та 4 селищних громад, які об'єднують 226 населених пунктів та підпорядковані Березівській районній раді. Адміністративний центр — місто Березівка.
| №                 | Громада, ради           | Центр                 | Інші населені пункти |
| Об'єднані громади | Об'єднані громади       | Об'єднані громади     | Об'єднані громади |
| ----------------- | ----------------------- | --------------------- | --- |
| 1                 | Березівська             | Березівка             | Вікторівка, Ланове, Роздол |
| 2                 | Розквітівська           | Розквіт               | Анатолівка, Антонівка, Веселе, Вишневе, Данилівка, Красне, Кринички, Нейкове, Онорівка, Рівне, Розквіт, Ставкове, Чудське, Шутове |
| 3                 | Новокальчевська         | Новокальчеве          | Виноградне, Новокальчеве, Садове, Семихатки, Травневе, Улянівка                                                                   |
| Сільські ради     |                         |                       | |
| 4                 | Гуляївська              | Гуляївка              | Мар'янівка, Одрадна Балка, Сахарове                                                                                               |
| 5                 | Демидівська             | Демидове              | |
| 6                 | Заводівська             | Заводівка             | Виноград, Чижове |
| 7                 | Златоустівська          | Златоустове           | Софіївка |
| 8                 | Маринівська             | Маринове              | Балайчук |
| 9                 | Михайлівська            | Михайлівка            | Котовка, Юркове |
| 10                | Михайло-Олександрівська | Михайло-Олександрівка | Веселинівка |
| 11                | Новоселівська           | Новоселівка           | Зброжківка, Новоподільське |
| 12                | Раухівська              | Раухівка              | |
| 13                | Ряснопільська           | Ряснопіль             | Зеленопілля, Іванівка, Основа, Петрівка, Сухине                                                                                   |
| 14                | Степанівська            | Степанівка            | Донська Балка, Донське, Карнагорове, Косівка, Танівка, Червоне, Чорногірка                                                        |
| 15                | Шевченківська           | Шевченкове            | Чигирин |
| 16                | Яснопільська            | Яснопілля             | Кудрявка, Новогригорівка |

Населені пункти району
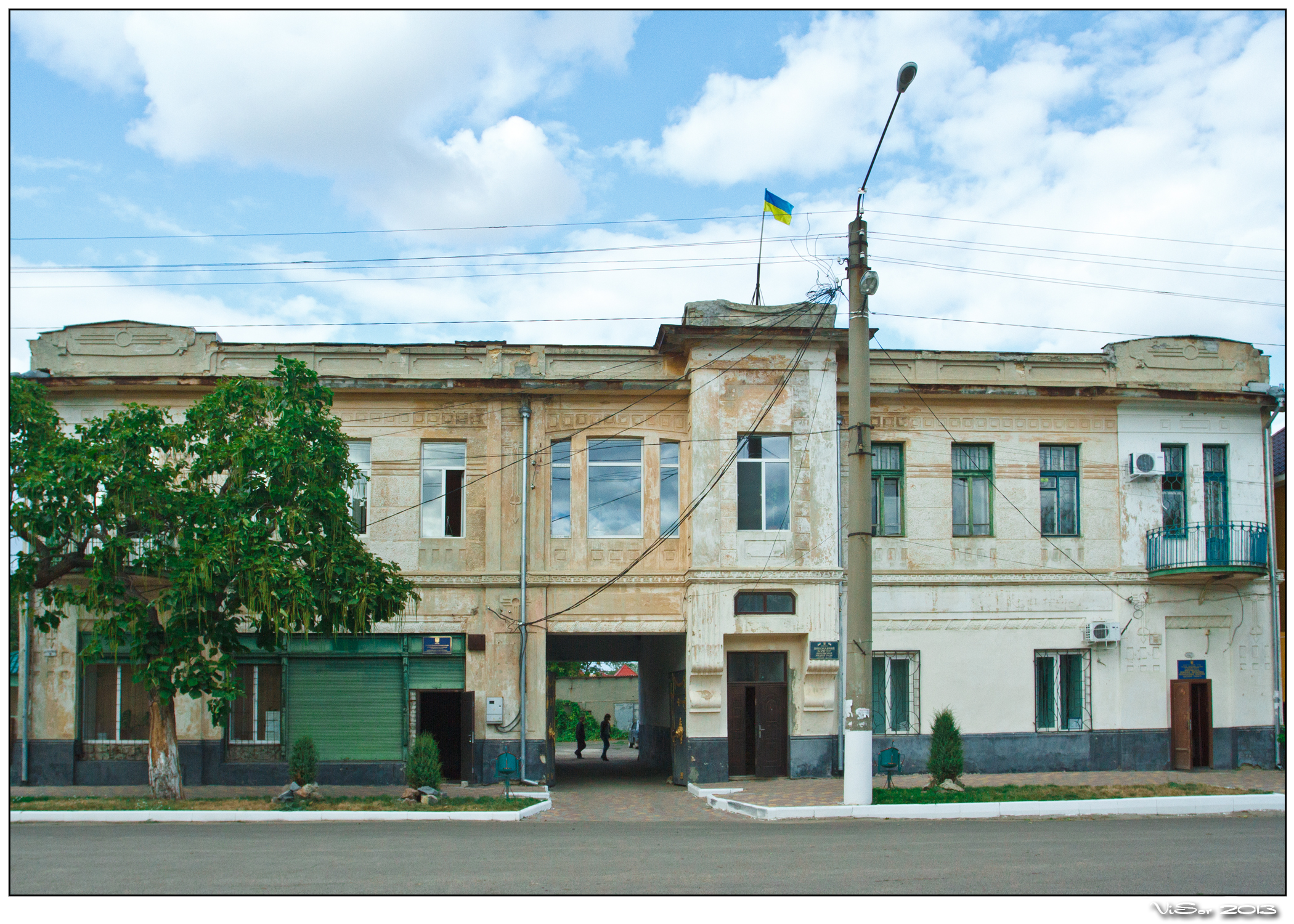
Будинок Березівської міської ради
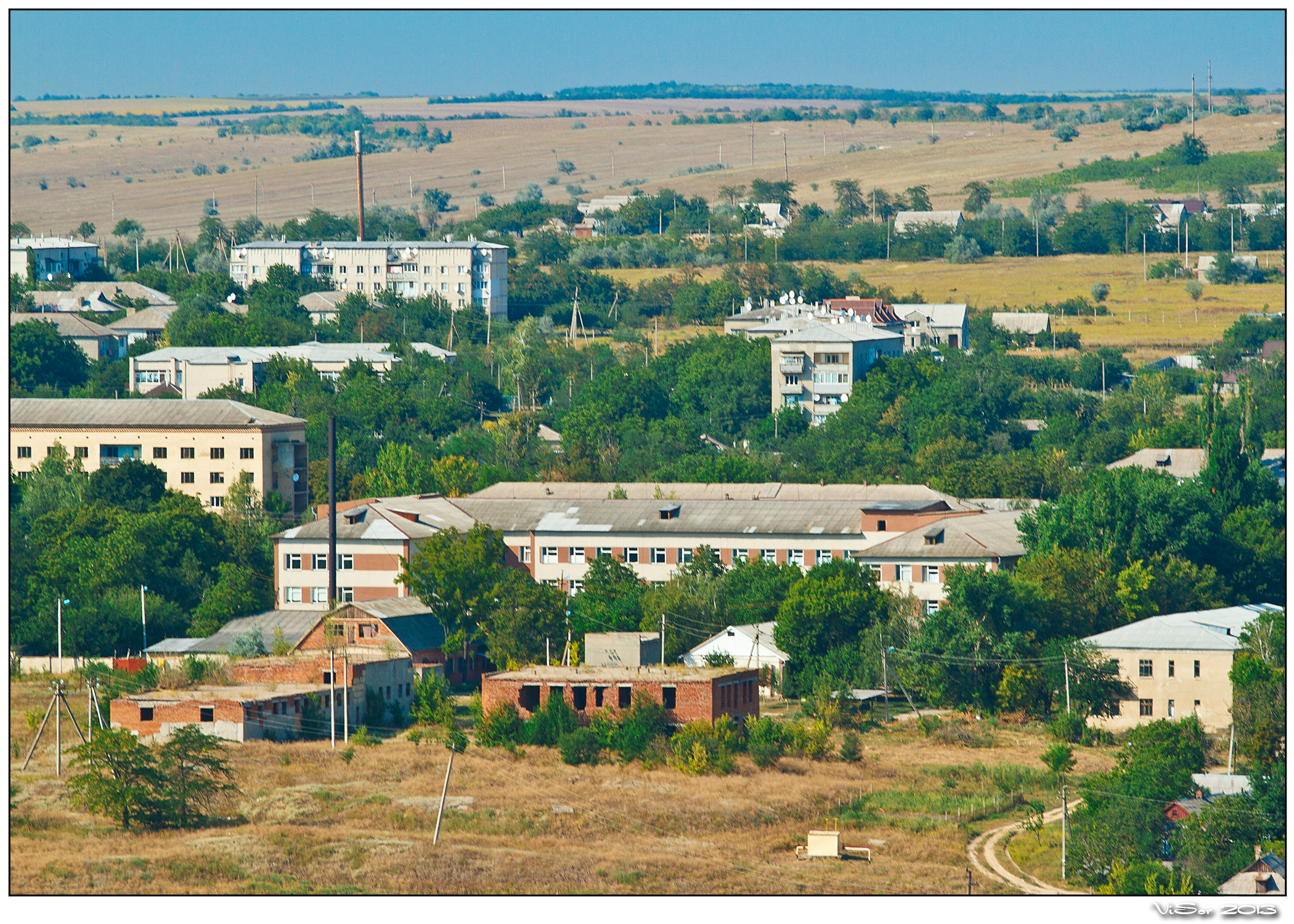
Березівка
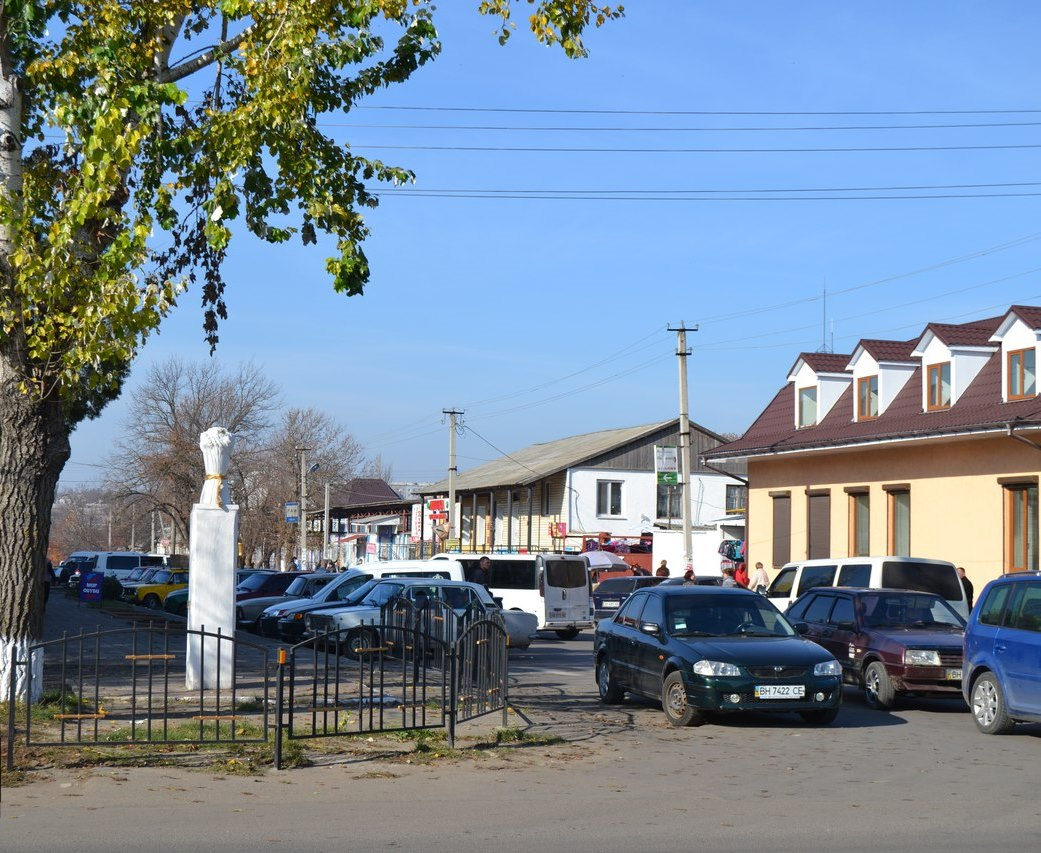
Березівка
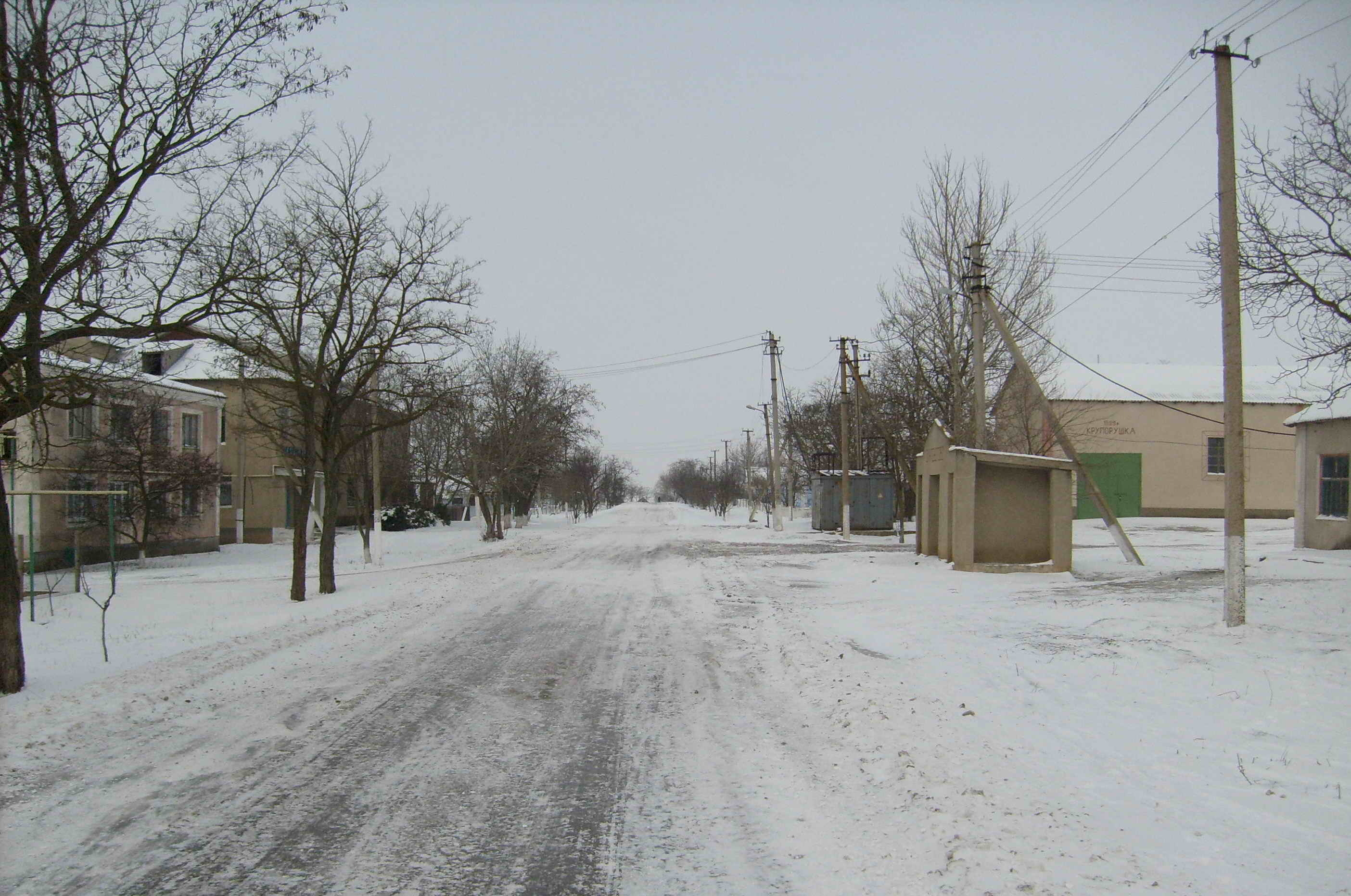
Златоустове
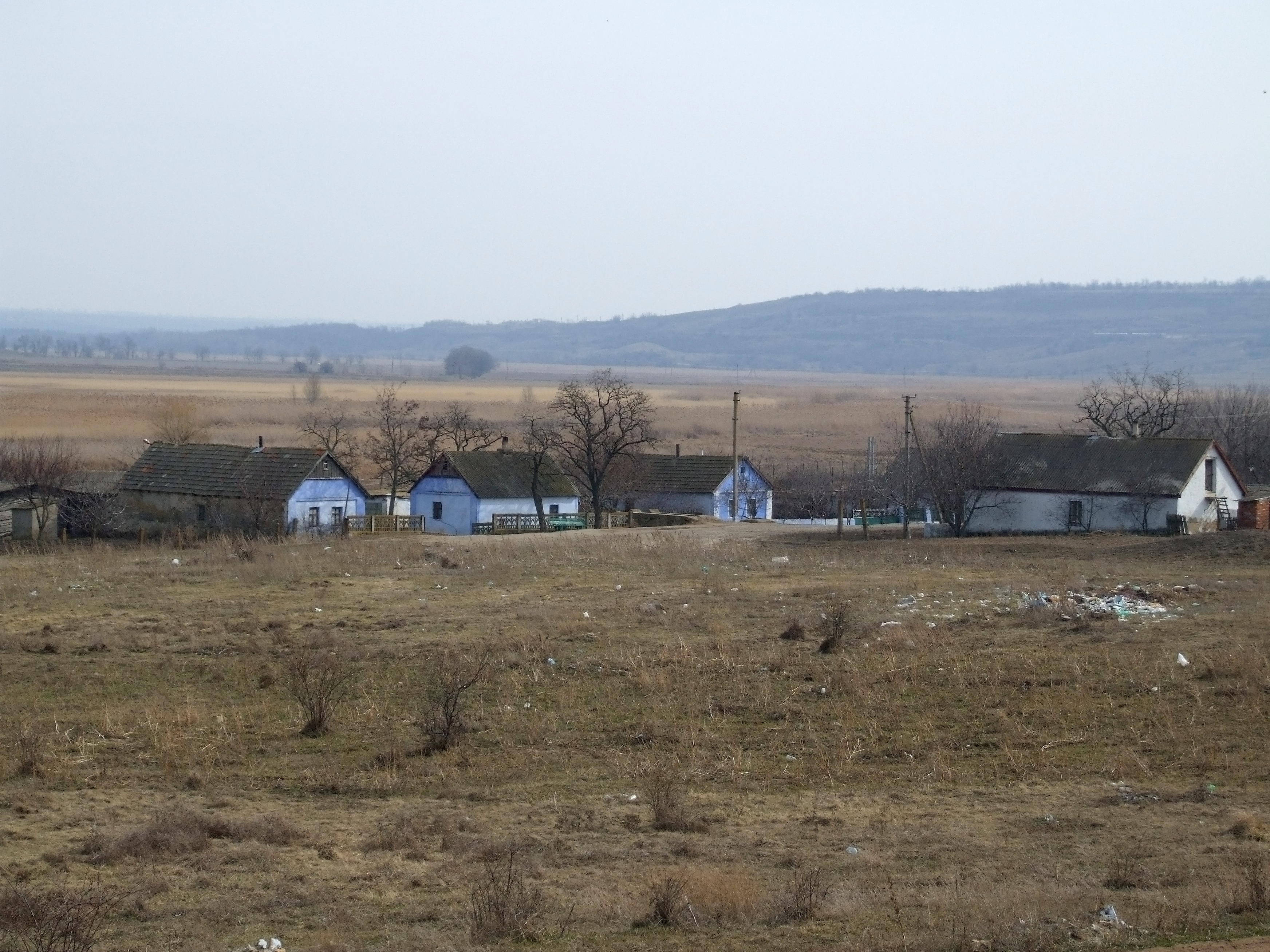
Зброжівка

## Політика
25 травня 2014 року відбулися Президентські вибори України. У межах Березівського району було створено 50 виборчих дільниць. Явка на виборах складала — 51,85 % (проголосували 13 327 із 25 701 виборців). Найбільшу кількість голосів отримав Петро Порошенко — 41,23 % (5 495 виборців); Юлія Тимошенко — 16,49 % (2 197 виборців), Сергій Тігіпко — 13,06 % (1 741 виборців), Олег Ляшко — 6,54 % (871 виборців), Вадим Рабінович — 4,72 % (629 виборців). Решта кандидатів набрали меншу кількість голосів. Кількість недійсних або зіпсованих бюлетенів — 2,33 %.

## Населення
Станом на 2015 рік у районі проживало 33,91 тис. осіб, з них міського населення — 12,5 тис. осіб, сільського — 21,4 тис. осіб. Чисельність населення району на 1 січня 2009 року становило 34,4 тис. осіб, в тому числі міське населення — 12,5 тис. осіб (м. Березівка — 9,7 тис. осіб, смт Раухівка — 2,8 тис. осіб), сільське населення — 21,9 тис. осіб. Станом на 1988 рік, населення району становило 37,3 тис. осіб, з якого міського — 11,6 тис. осіб.
Розподіл населення за віком та статтю (2001):
| Стать | Всього | До 15 років | 15-24 | 25-44 | 45-64 | 65-85 | Понад 85 |
| --- | ------ | ----------- | ----- | ----- | ----- | ----- | -------- |
| Чоловіки | 16 825 | 3675        | 2449  | 5053  | 3980  | 1620  | 48       |
| Жінки | 19 348 | 3625        | 2445  | 5018  | 4812  | 3222  | 226      |
| \| Статево-вікова піраміда \| Статево-вікова піраміда \| Статево-вікова піраміда \| \| ----------------------- \| ----------------------- \| ----------------------- \| \| Чоловіки \| Вік \| Жінки \| \| 48 \| 85 + \| 226 \| \| 98 \| 80-84 \| 294 \| \| 256 \| 75-79 \| 795 \| \| 582 \| 70-74 \| 1095 \| \| 684 \| 65-69 \| 1038 \| \| 1080 \| 60-64 \| 1524 \| \| 703 \| 55-59 \| 908 \| \| 976 \| 50-54 \| 1076 \| \| 1221 \| 45-49 \| 1304 \| \| 1356 \| 40-44 \| 1355 \| \| 1304 \| 35-39 \| 1308 \| \| 1192 \| 30-34 \| 1175 \| \| 1201 \| 25-29 \| 1180 \| \| 1078 \| 20-24 \| 1067 \| \| 1371 \| 15-20 \| 1378 \| \| 1532 \| 10-14 \| 1460 \| \| 1162 \| 5-9 \| 1213 \| \| 981 \| 0-4 \| 952 \| |        |             |       |       |       |       |          |
| Статево-вікова піраміда |        |             |       |       |       |       |          |
| Чоловіки | Вік    | Жінки       |       |       |       |       |          |
| 48 | 85 +   | 226         |       |       |       |       |          |
| 98 | 80-84  | 294         |       |       |       |       |          |
| 256 | 75-79  | 795         |       |       |       |       |          |
| 582 | 70-74  | 1095        |       |       |       |       |          |
| 684 | 65-69  | 1038        |       |       |       |       |          |
| 1080 | 60-64  | 1524        |       |       |       |       |          |
| 703 | 55-59  | 908         |       |       |       |       |          |
| 976 | 50-54  | 1076        |       |       |       |       |          |
| 1221 | 45-49  | 1304        |       |       |       |       |          |
| 1356 | 40-44  | 1355        |       |       |       |       |          |
| 1304 | 35-39  | 1308        |       |       |       |       |          |
| 1192 | 30-34  | 1175        |       |       |       |       |          |
| 1201 | 25-29  | 1180        |       |       |       |       |          |
| 1078 | 20-24  | 1067        |       |       |       |       |          |
| 1371 | 15-20  | 1378        |       |       |       |       |          |
| 1532 | 10-14  | 1460        |       |       |       |       |          |
| 1162 | 5-9    | 1213        |       |       |       |       |          |
| 981 | 0-4    | 952         |       |       |       |       |          |

Національний склад населення за даними перепису 2001 року:
| Національність | Кількість осіб | Частка  |
| -------------- | -------------- | ------- |
| українці       | 31380          | 87,06 % |
| росіяни        | 2647           | 7,34 %  |
| молдовани      | 559            | 1,55 %  |
| цигани         | 270            | 0,75 %  |
| білоруси       | 225            | 0,62 %  |
| інші           | 965            | 2,68 %  |

Мовний склад населення за даними перепису 2001 року:
| Мова       | Кількість мовців | Частка  |
| ---------- | ---------------- | ------- |
| українська | 31730            | 88,03 % |
| російська  | 3258             | 9,04 %  |
| молдовська | 354              | 0,98 %  |
| вірменська | 153              | 0,42 %  |
| чеська     | 144              | 0,40 %  |
| інші       | 407              | 1,13 %  |

На території району 1 місто (Березівка), 1 селище міського типу (Раухівка) та 65 сільських населених пунктів. 2013 року з обліку зняте село Лукашівка.

### Охорона здоров'я
У районі мережу охорони здоров'я представляє центральна районна лікарня на _ ліжок, _ амбулаторії загальної практики сімейної медицини та _ фельдшерсько-акушерських пунктів. Кваліфіковану медичну допомогу надають населенню району _ лікаря, та _ працівників середнього медичного персоналу.

### Відомі уродженці
У районі народились:
- Гнидо Петро Андрійович (1919, Донська Балка — 2006) — радянський льотчик-ас, Герой Радянського Союзу (1943), під час Німецько-радянської війни командир ескадрильї 13-го винищувального авіаційного полку (201-ша винищувальна авіаційна дивізія, 2-й змішаний авіаційний корпус, 8-ма повітряна армія, Південний фронт). Генерал-майор авіації (1963).
- Дроздов Петро Володимирович (1923, с. Заводівка — 1945) — радянський військовик, учасник німецько-радянської війни, молодший лейтенант РСЧА, Герой Радянського Союзу (1943).
- Єгоров Євген Павлович (1908, Основа — 1982) — радянський суднобудівник, вчений і організватор в галузі будування підводних човнів, багаторічний директор (1952—1972) об'єднання «Севмаш»; доктор технічних наук (1970), професор (1975), лауреат Ленінської премії (1970), Герой Соціалістичної Праці (1959).
- Зеркалова Дарія Василівна (1901, с Анатолівка — 1982) — російська акторка. Народна артистка Росії (1947).
- Маляров Анатолій Андрійович (1933, с. Нейкове) —український телережисер, письменник.
- Савин Віктор Маркіянович (1907, с. Заводівка —1971) — маляр і графік, заслужений художник УРСР.
- Савченко Борис Іванович (1939, с. Анатолівка) — радянський, український актор, кінорежисер; заслужений діяч мистецтв України (1995); народний артист України (2004).
- Тарадайко Всеволод Семенович (1924, с. Новопокровське — 1996) — український радянський діяч, начальник комбінату «Донецьквугілля» Донецької області, 1-й заступник Міністра вугільної промисловості Української РСР. Герой Соціалістичної Праці (30.03.1971). Депутат Верховної Ради УРСР 7—9-го скликань.
- Федоренко Микола Володимирович (1907, с. Заводівка — 1994) — радянський льотчик-бомбардувальник, під час Німецько-радянської війни головний штурман 3-го бомбардувального авіаційного корпусу 16-ї повітряної армії 1-го Білоруського фронту. Герой Радянського Союзу (1946).
- Чорна Галина Олександрівна (1948, с. Суха Верба) — українська радянська діячка, стернярка Кременчуцького сталеливарного заводу. Депутат Верховної Ради УРСР 9-11-го скликань. Член Президії Верховної Ради УРСР 11-го скликання.
- Шаховцев Михайло Андрійович (1913, Березівка — 1944) — радянський військовик, заступник командира зі стройової частини 140-го гвардійського стрілецького полку 47-ї гвардійської стрілецької дивізії 8-ї гвардійської армії, гвардії майор. Герой Радянського Союзу (1945).

Петро Гнидо
Надгробок Віктора Савина на Личаківському цвинтарі у Львові
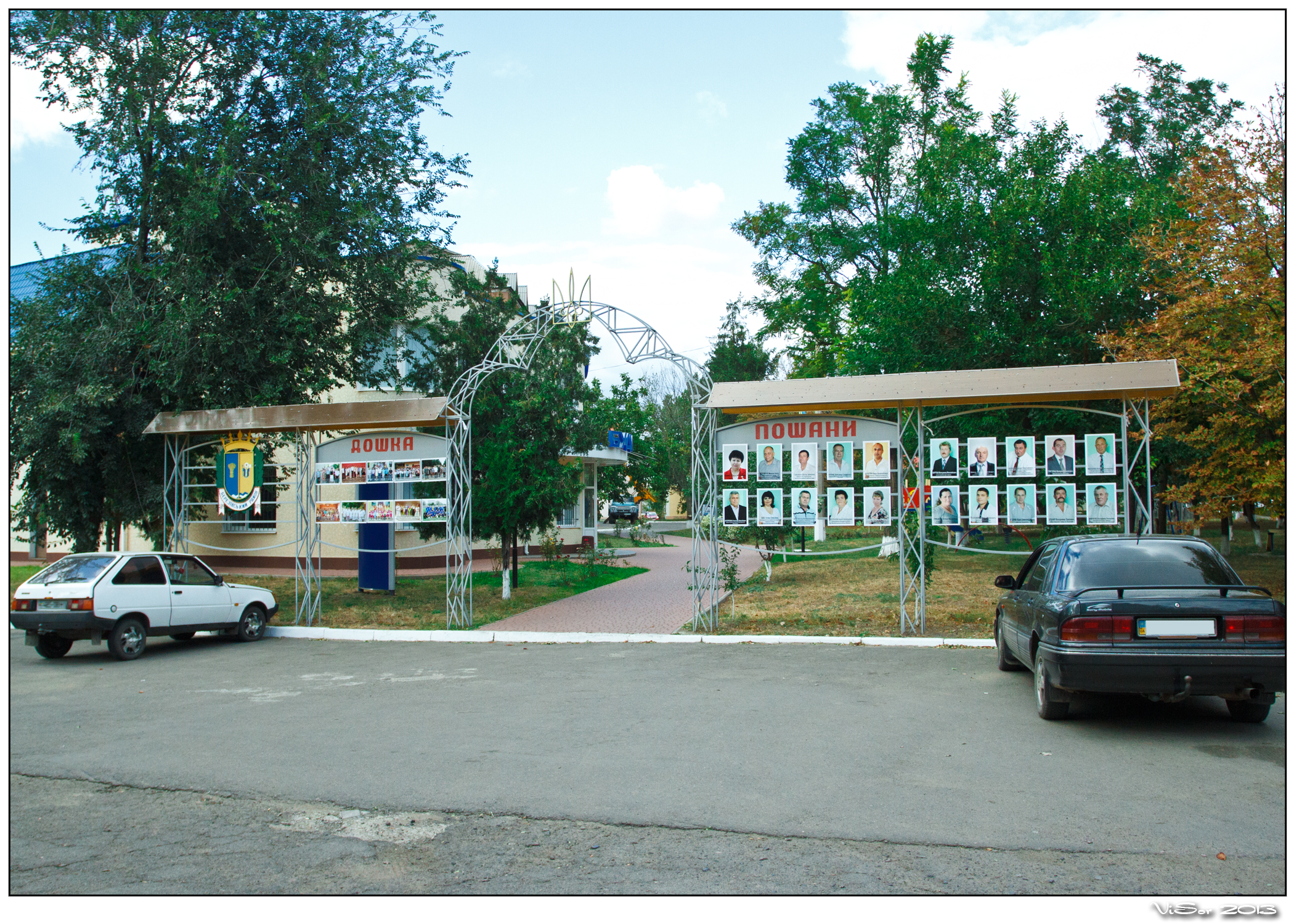
Дошка пошани в Березівки

## Економіка
За радянських часів в господарстві району провідне місце належало сільському господарству.
Трудові ресурси складають майже половину загальної чисельності населення.

### Промисловість
Основними галузями промисловості за радянських часів виступали: харчова (переробка сільськогосподарської сировини), виробництво будівельних матеріалів. Найбільшими підприємствами були: Березівський завод сухого знежиреного молока, комбікормовий, хлібний, цегельний та завод продтоварів, кар'єр по розробці будівельних матеріалів.

### Сільське господарство
Земельні ресурси району
Земельні ресурси району (станом на 1986 рік):
- придатні для сільськогосподарського обробітку землі — 140,8 тис. га (88 % від загальної площі району),
  - орні землі — 110,9 тис. га (69,3 %),
  - зрошувальні землі — 78 тис. га (48,7 %),
  - багаторічні насадження — 1,12 тис. га (0,7 %),
  - землі, що постійно використовуються під пасовища й сіножаті — 28,8 тис. га (18 %);
- землі, зайняті лісами — 5,9 тис. га (3,6 %);
- інше — 13,4 тис. га (8,4 %)[5].

За радянських часів спеціалізацією рослинницької галузі сільського господарства району було вирощування зернових. Основні польові культури: озима пшениця, кукурудза, соняшник; овочівництво (помідори, капуста, огірки та ін.), садівництво (яблуні, вишні), виноградарство. Тваринницька галузь спеціалізувалась на вирощуванні м'ясо-молочної худоби. У 1980-х роках на землях району господарювало 18 колгоспів, 3 радгоспів, працювала птахофабрика, районне об'єднання «Сільгосптехніка». Створено Березівську лісомеліоративну станцію.

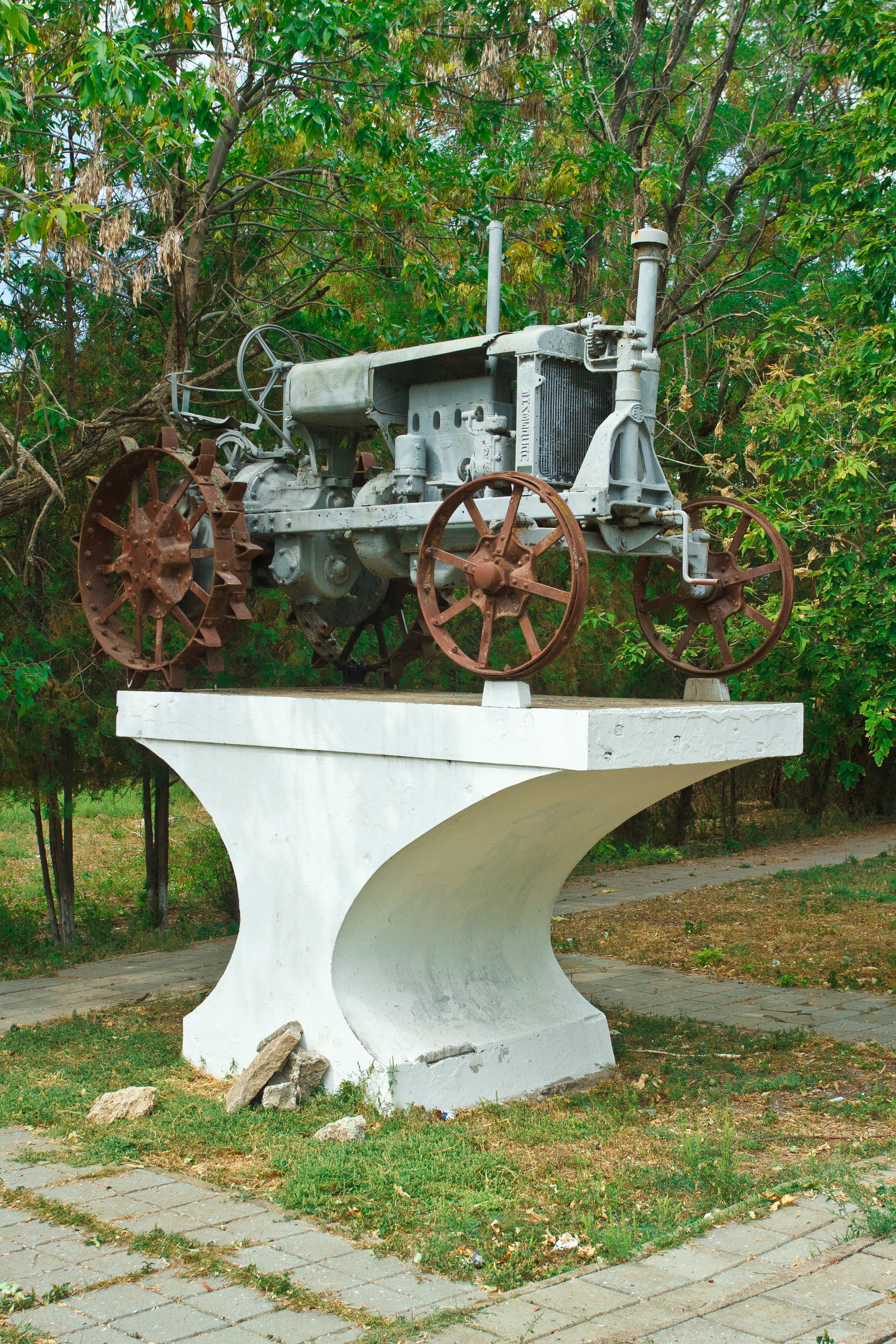
Пам’ятник трактору «Універсал» у селі Розквіт
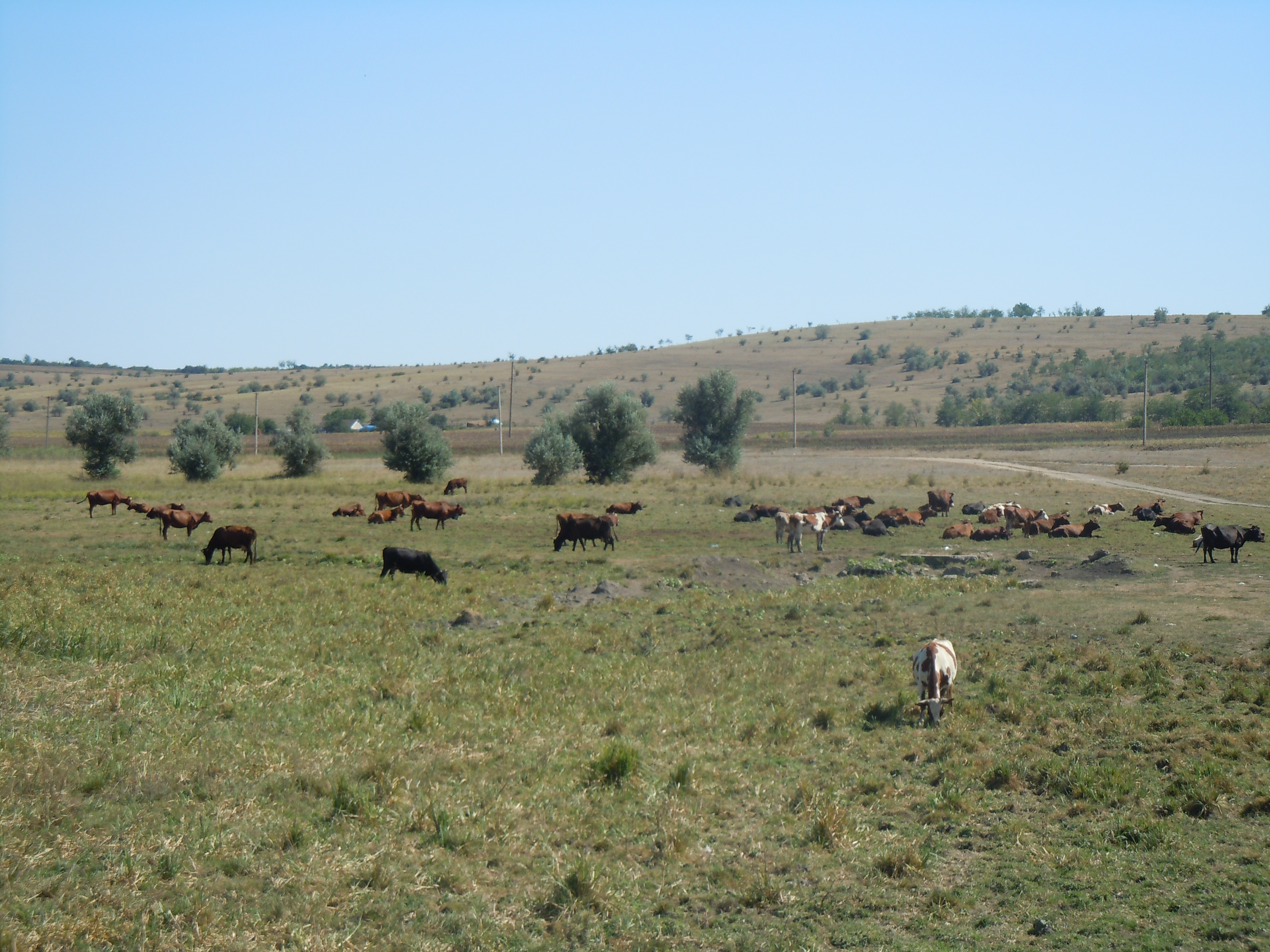
Випас худоби в районі
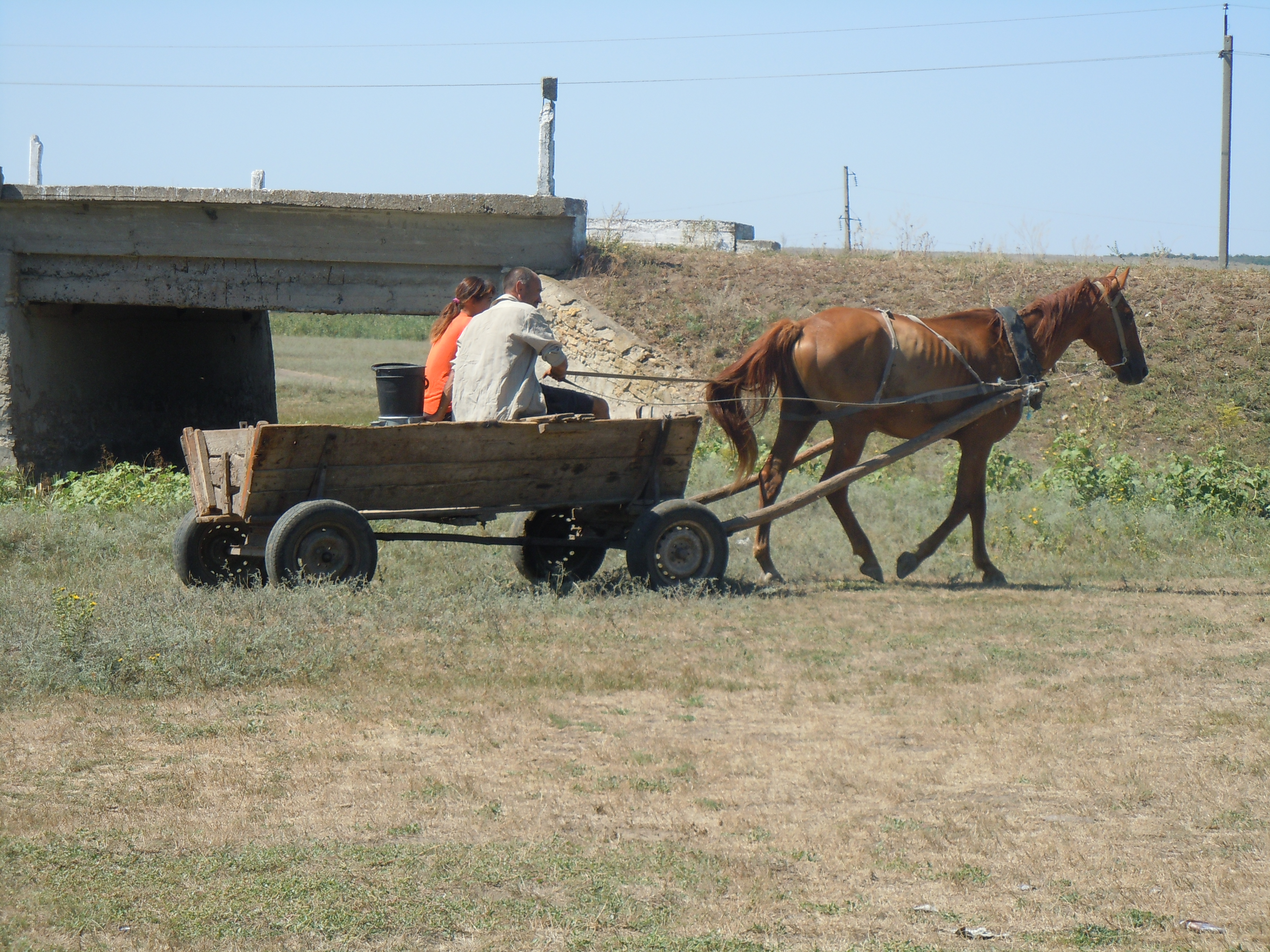
Гужовий транспорт на селігу

### Транспорт
Райцентр Березівка розташовується за 90 км від обласного центру, міста Одеса. Залізничні станції: Березівка, Раухівка, Раухівка Північна.

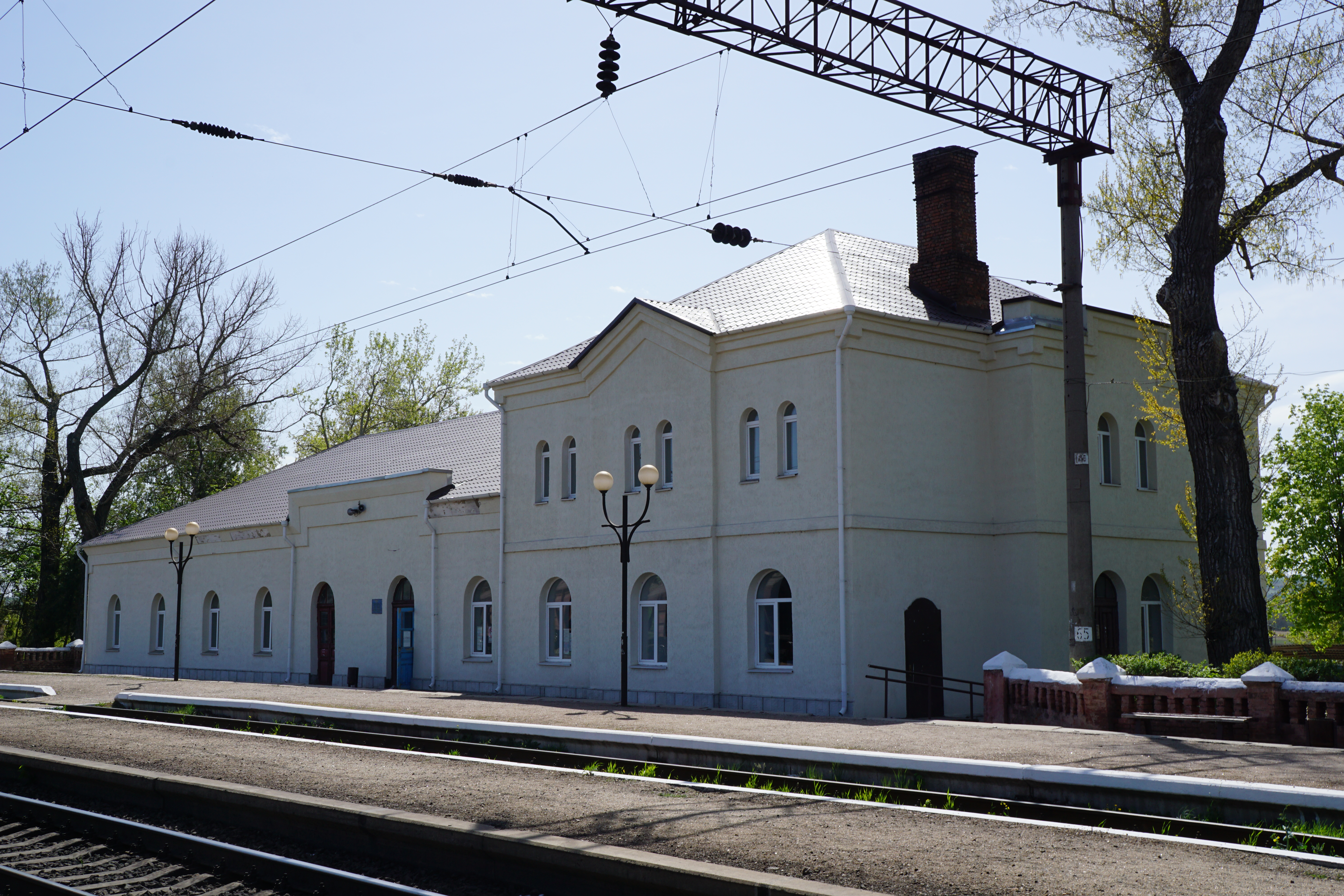
Залізничний вокзал Березівки
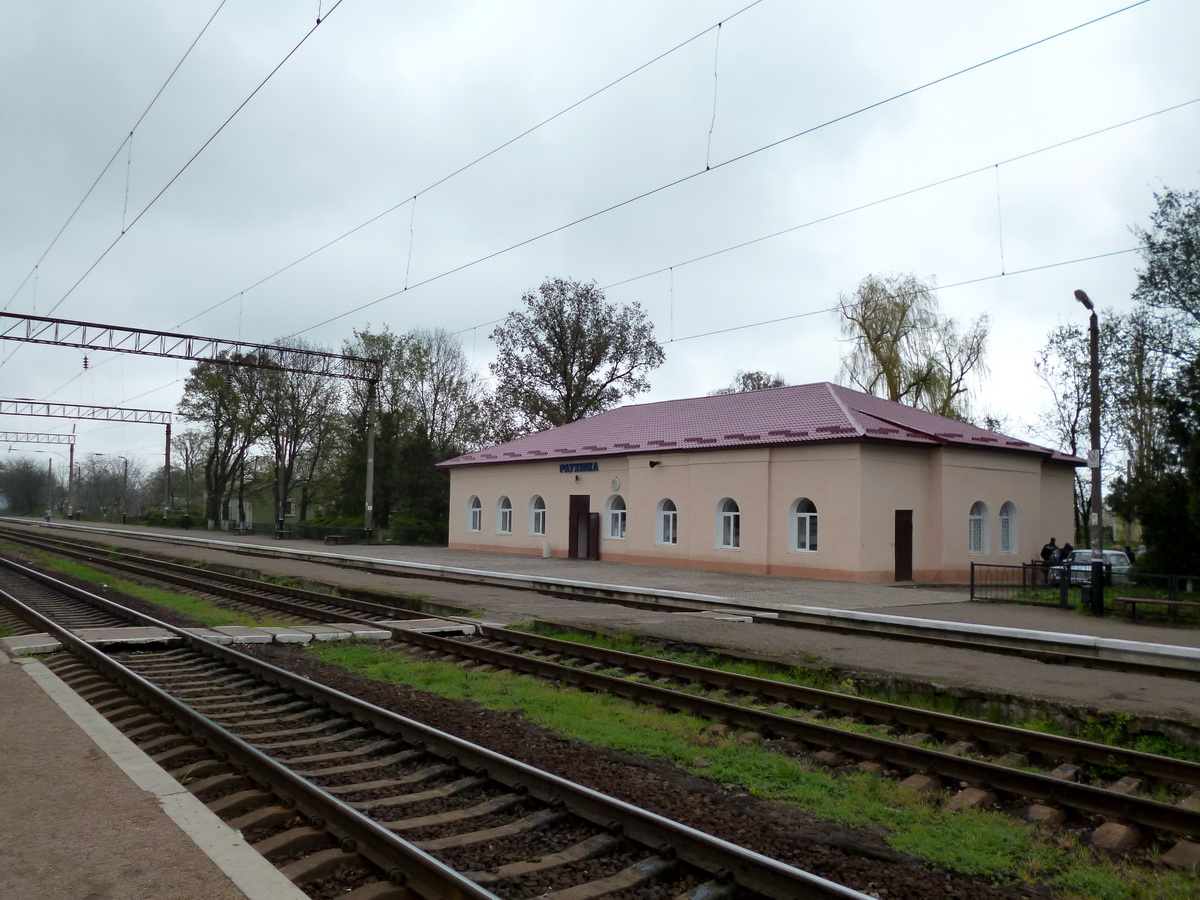
Залізнична станція Раухівка
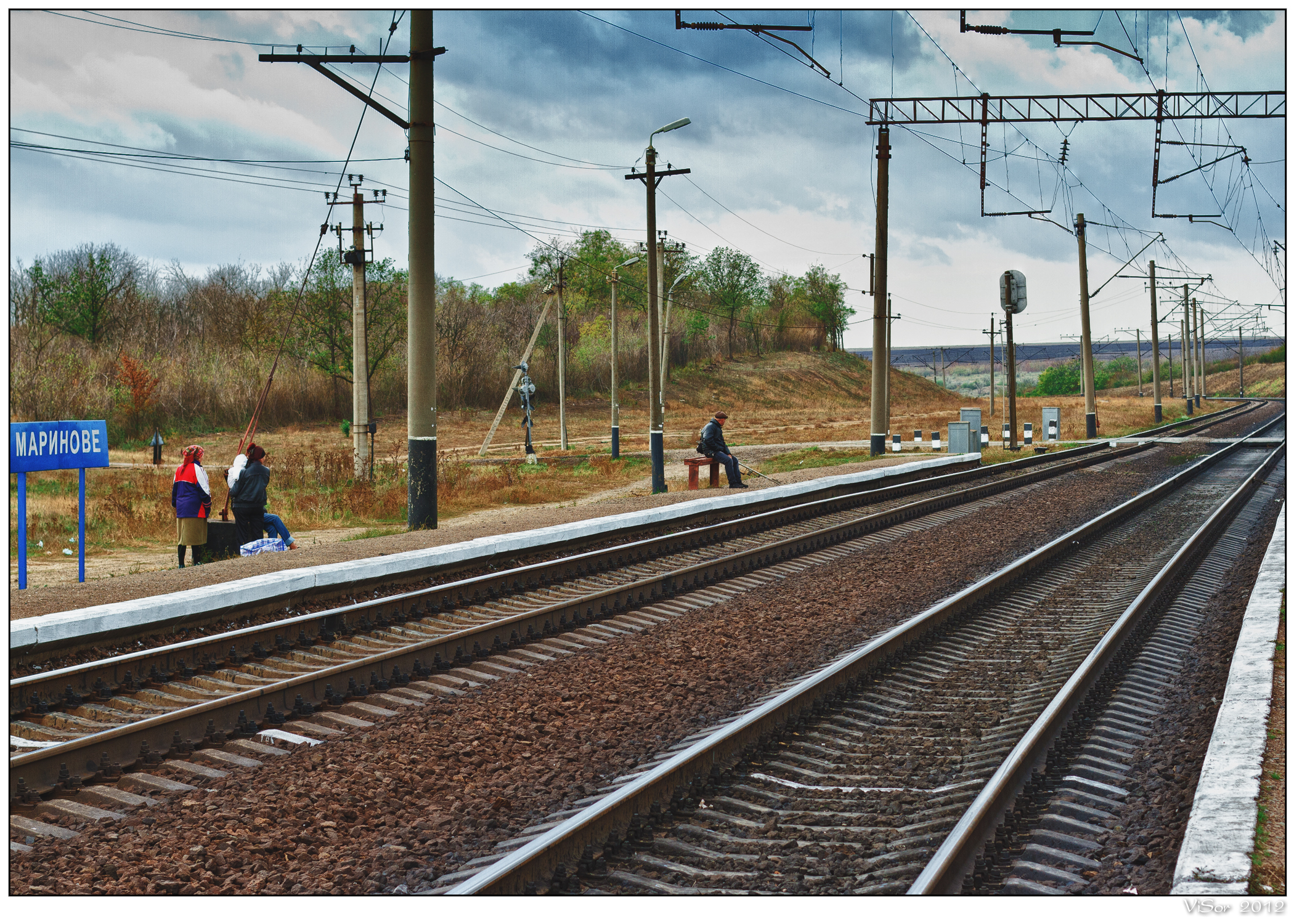
Залізнична платформа «Маринове»
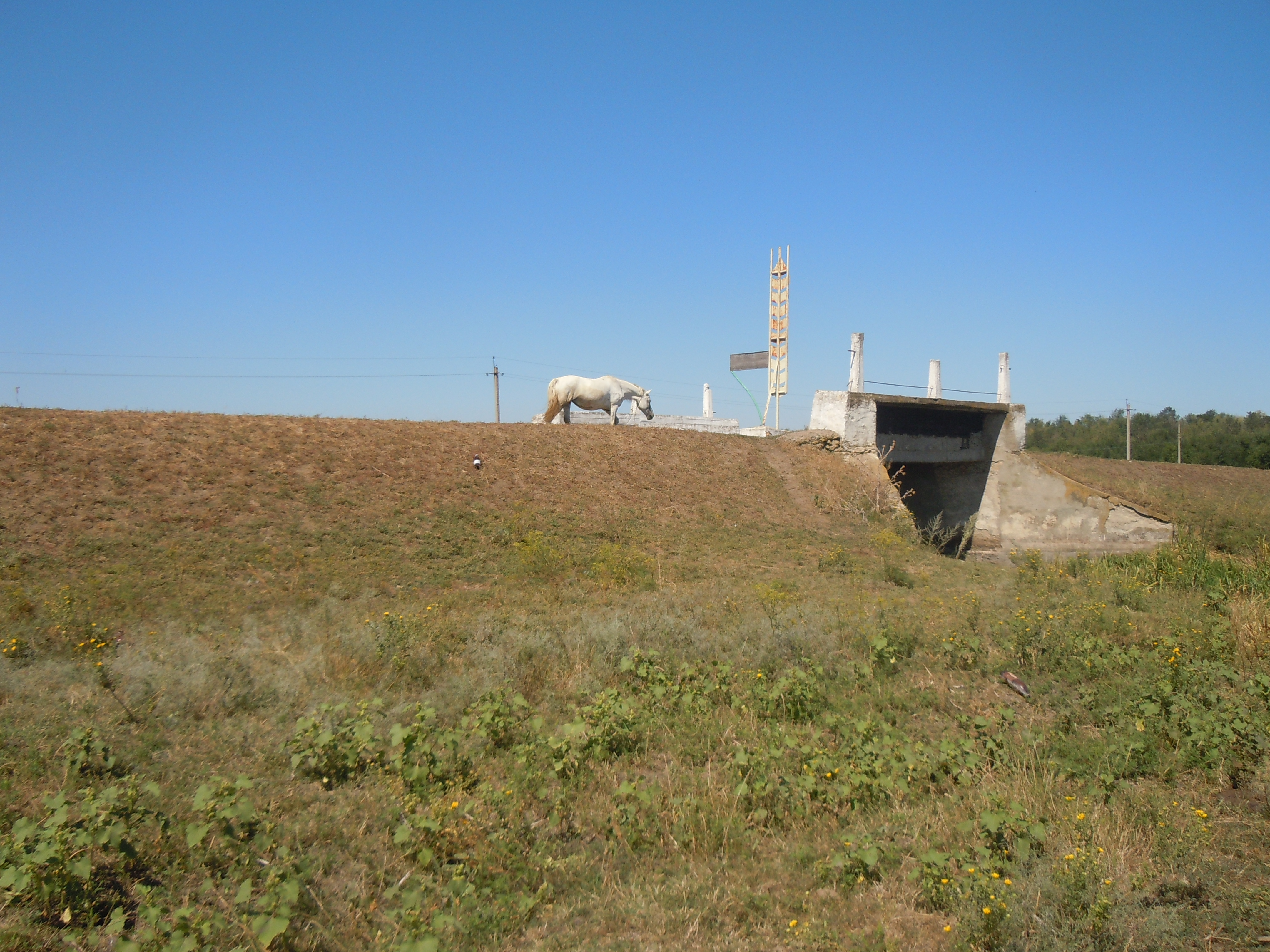
Міст через Тилігул у Демидовому
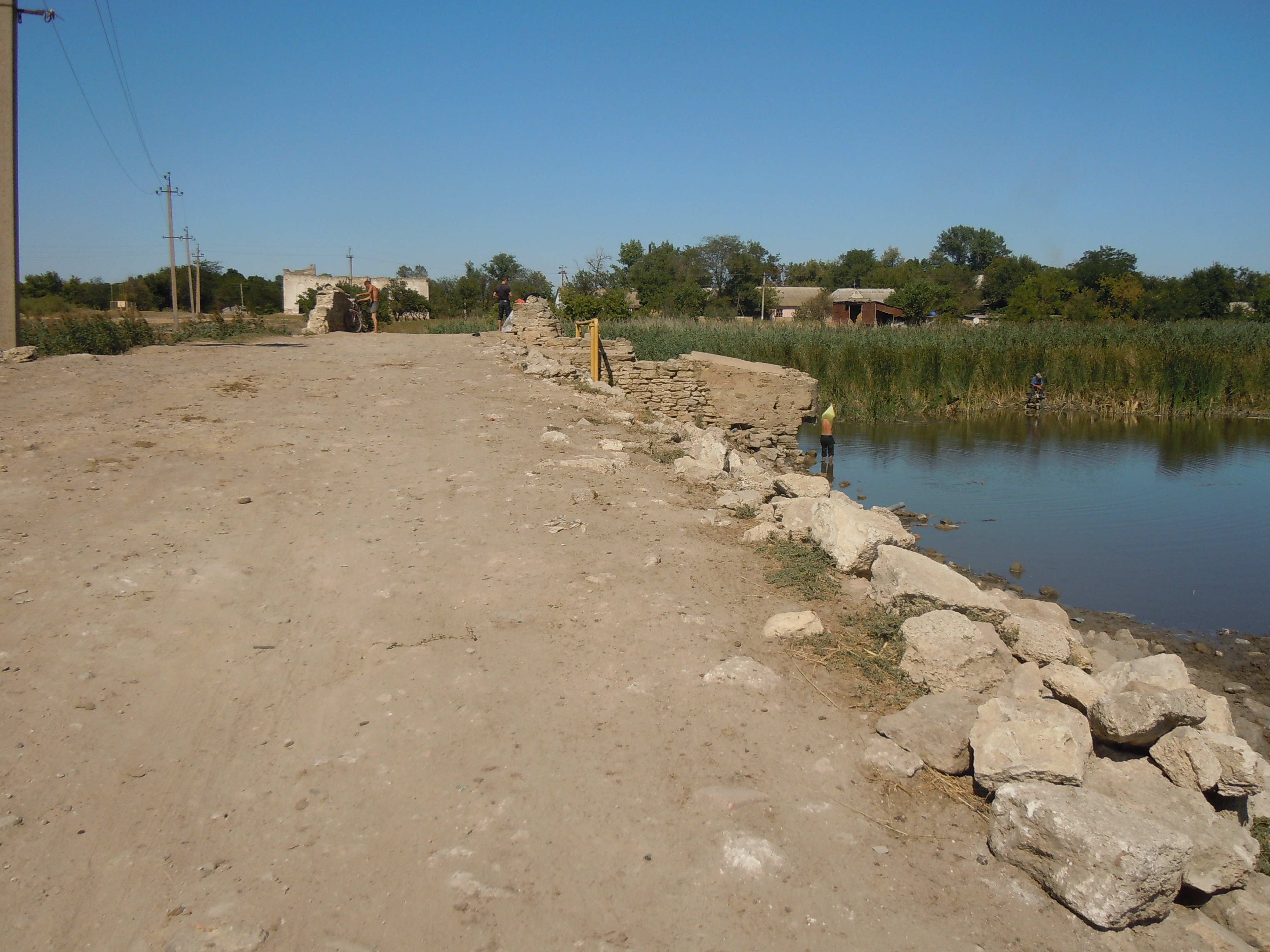
Міст через Тилігул у Завадивці

Автомобільні шляхи (станом на 1990 рік) — 420 км, з яких із твердим покриттям — 403 км.

## Культура
У районному центрі створено і функціонує краєзнавчий музей, _ центрів культури і дозвілля, клубних закладів (за часів УРСР 13 будинків культури та 39 клубів), _ школи-мистецтв, _ бібліотек (за часів УРСР 37), за часів УРСР діяло 3 кінотеатри та 55 кіноустановок.

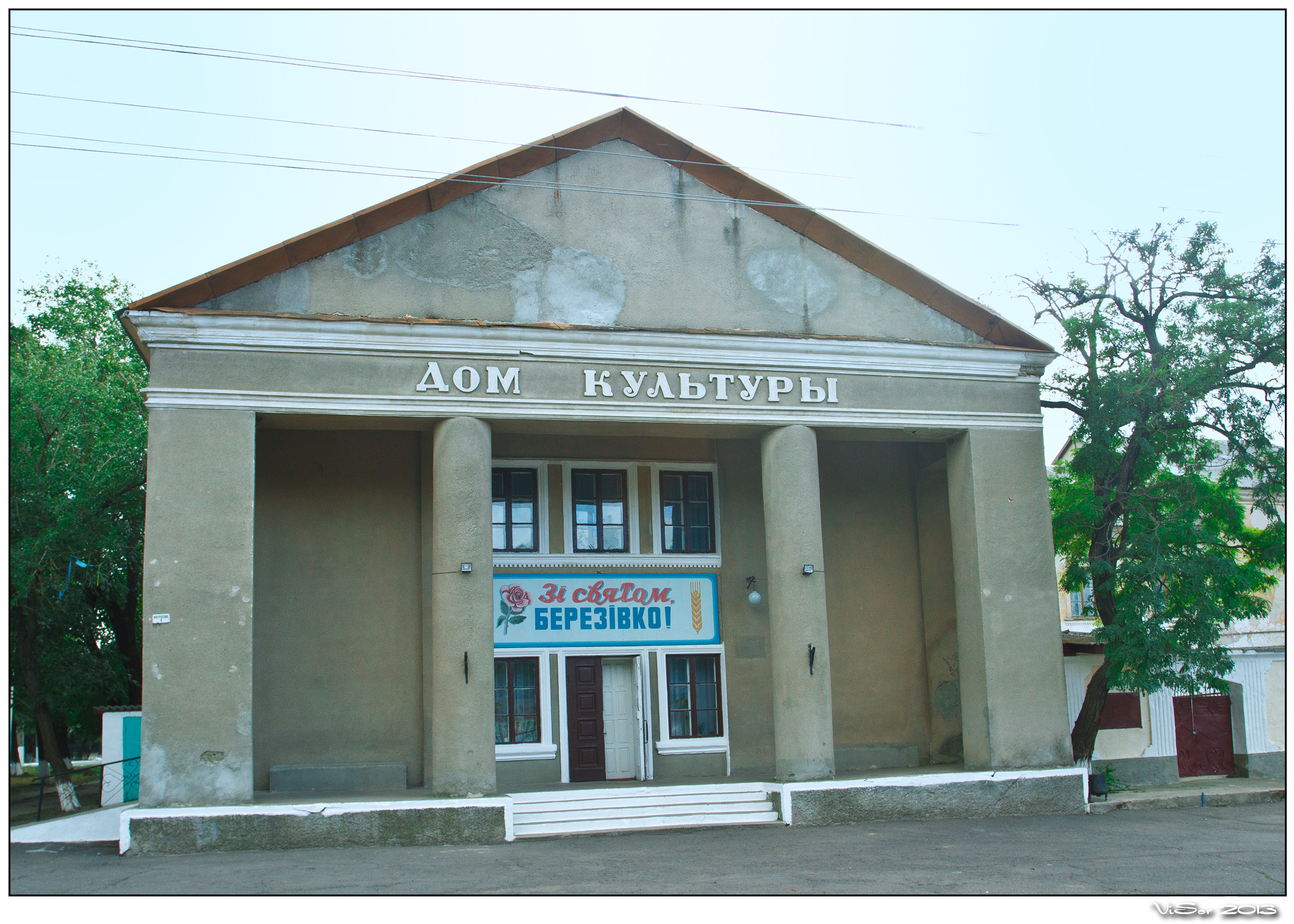
Березівський будинок культури
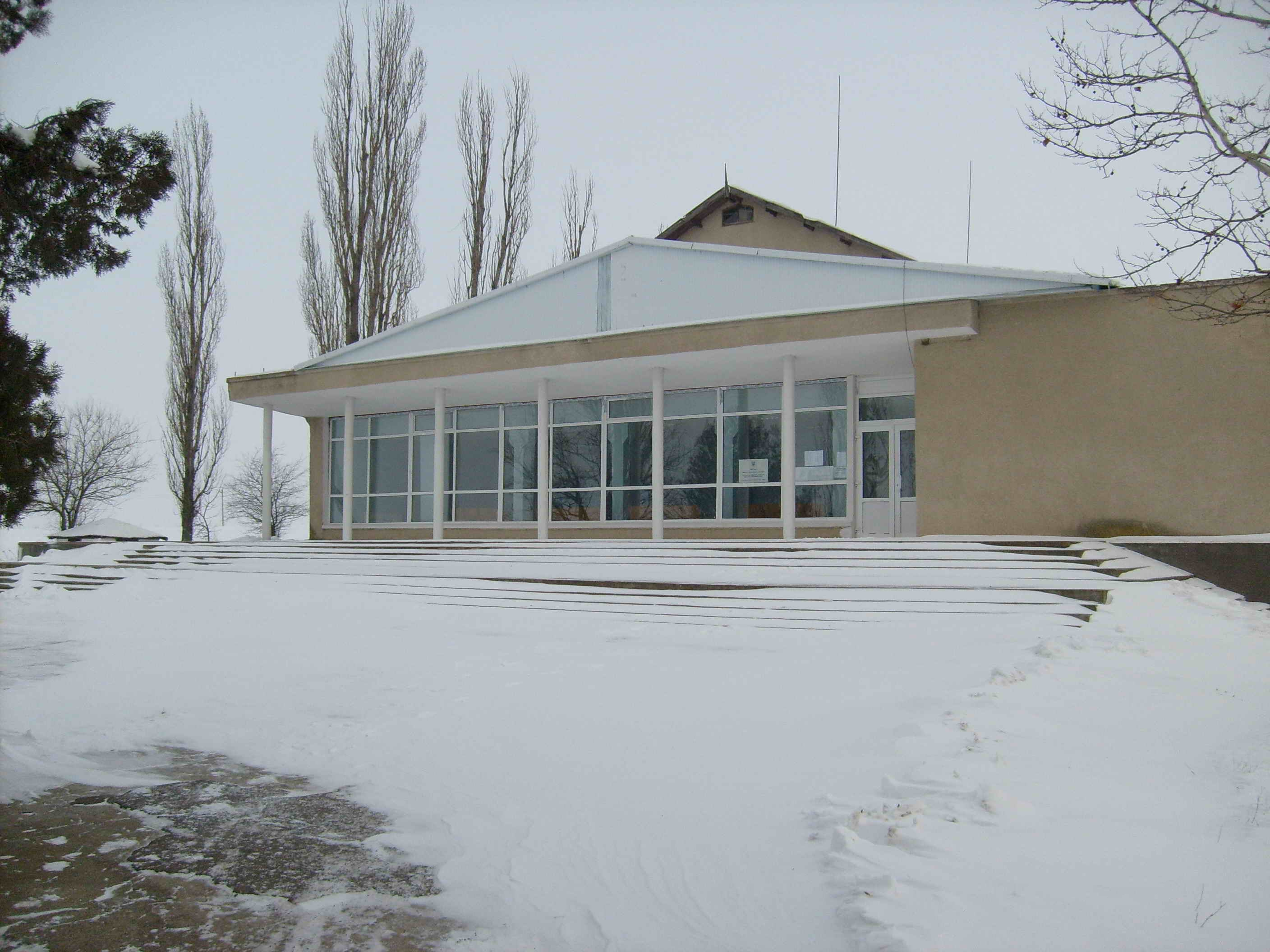
Златоустівський будинок культури
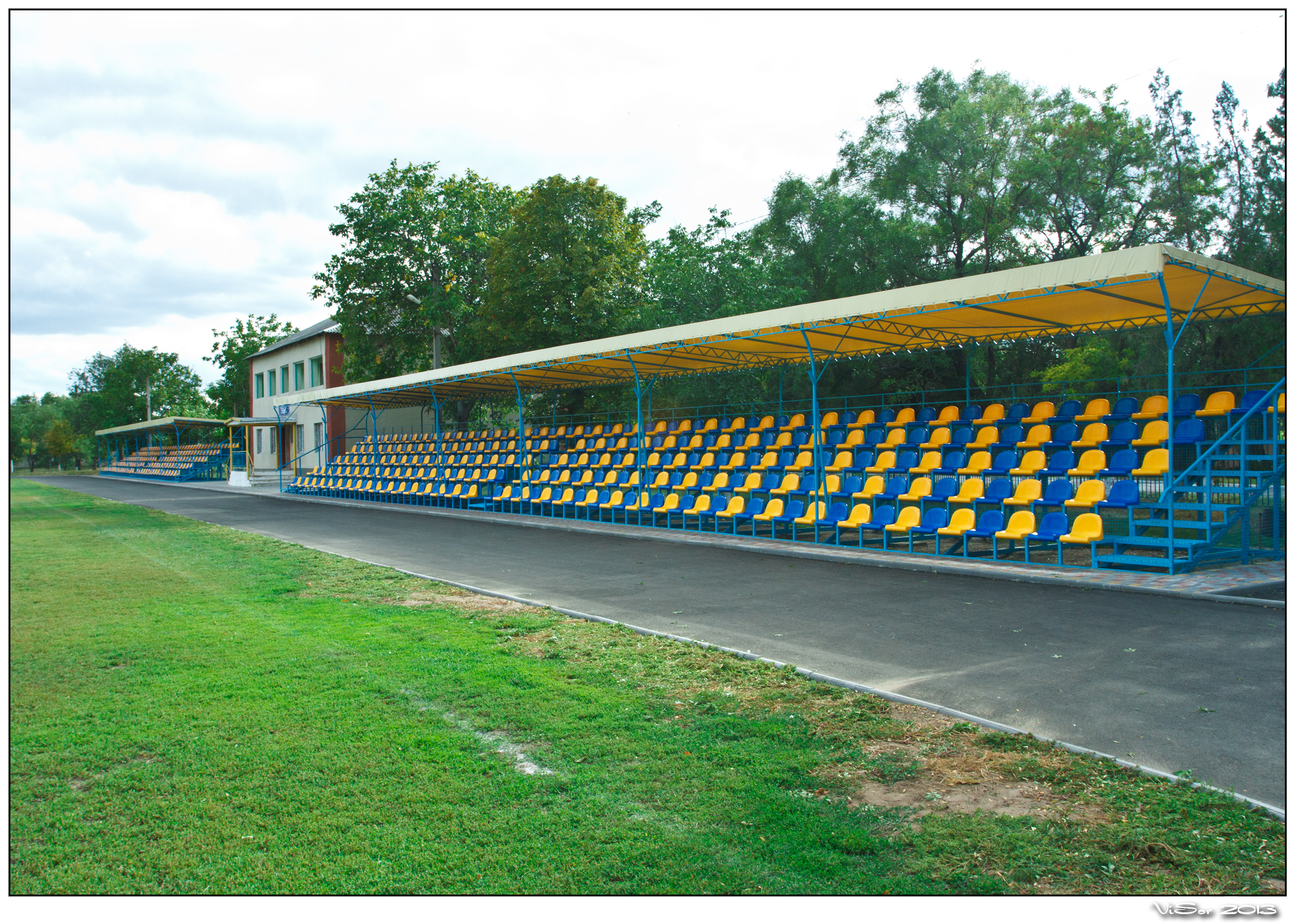
Березівський стадіон «Колос»

### Освіта
За радянських часів у районі було створено Березівський зоотехнічний технікум, 2 професійно-технічні училища, працювало 49 загальноосвітніх шкіл і 1 музична.

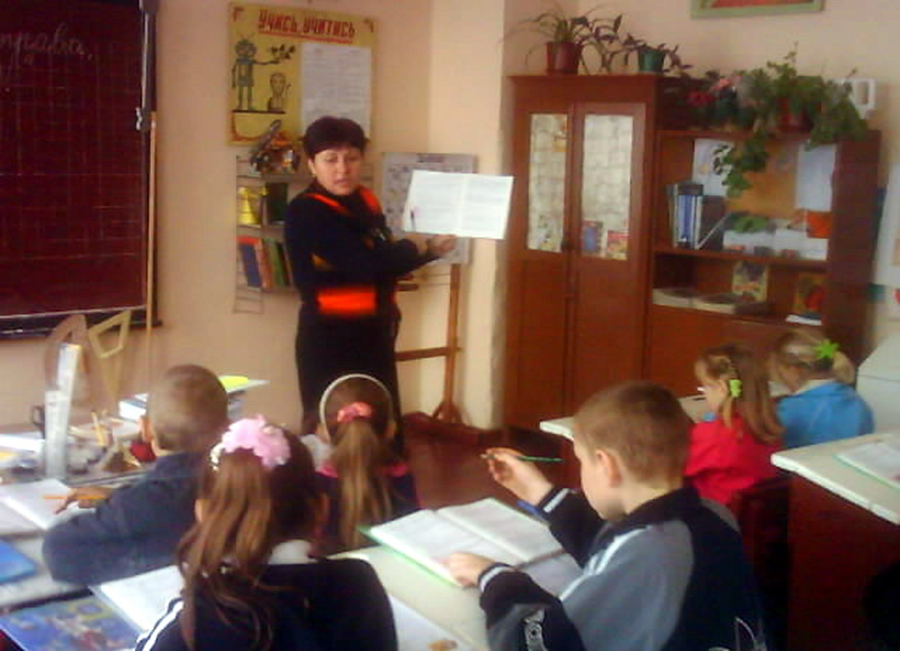
На уроці в Златоустівській школі
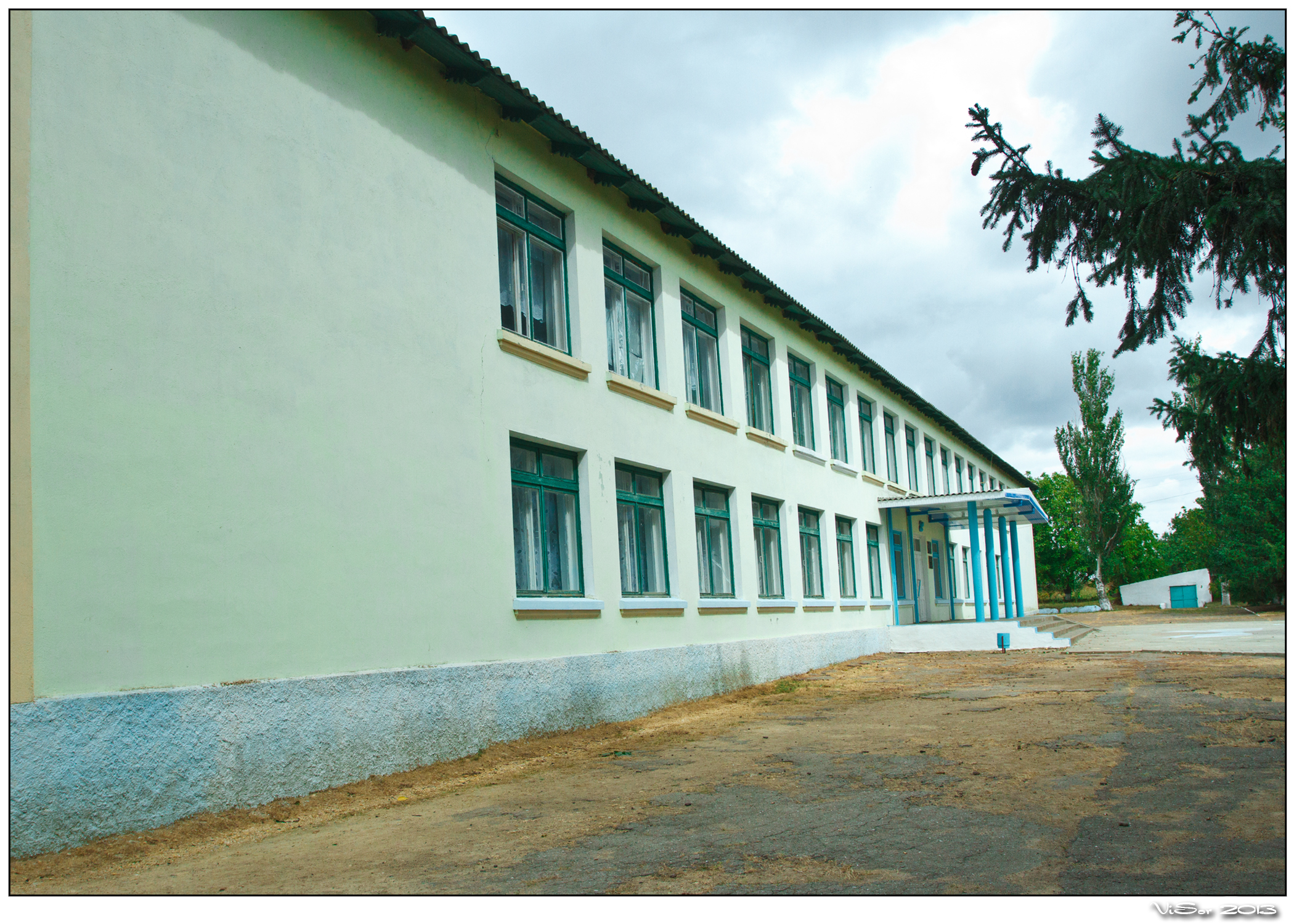
Школа у Виноградному